# Romeinen in België

Vaandel van het Romeinse Rijk SPQR

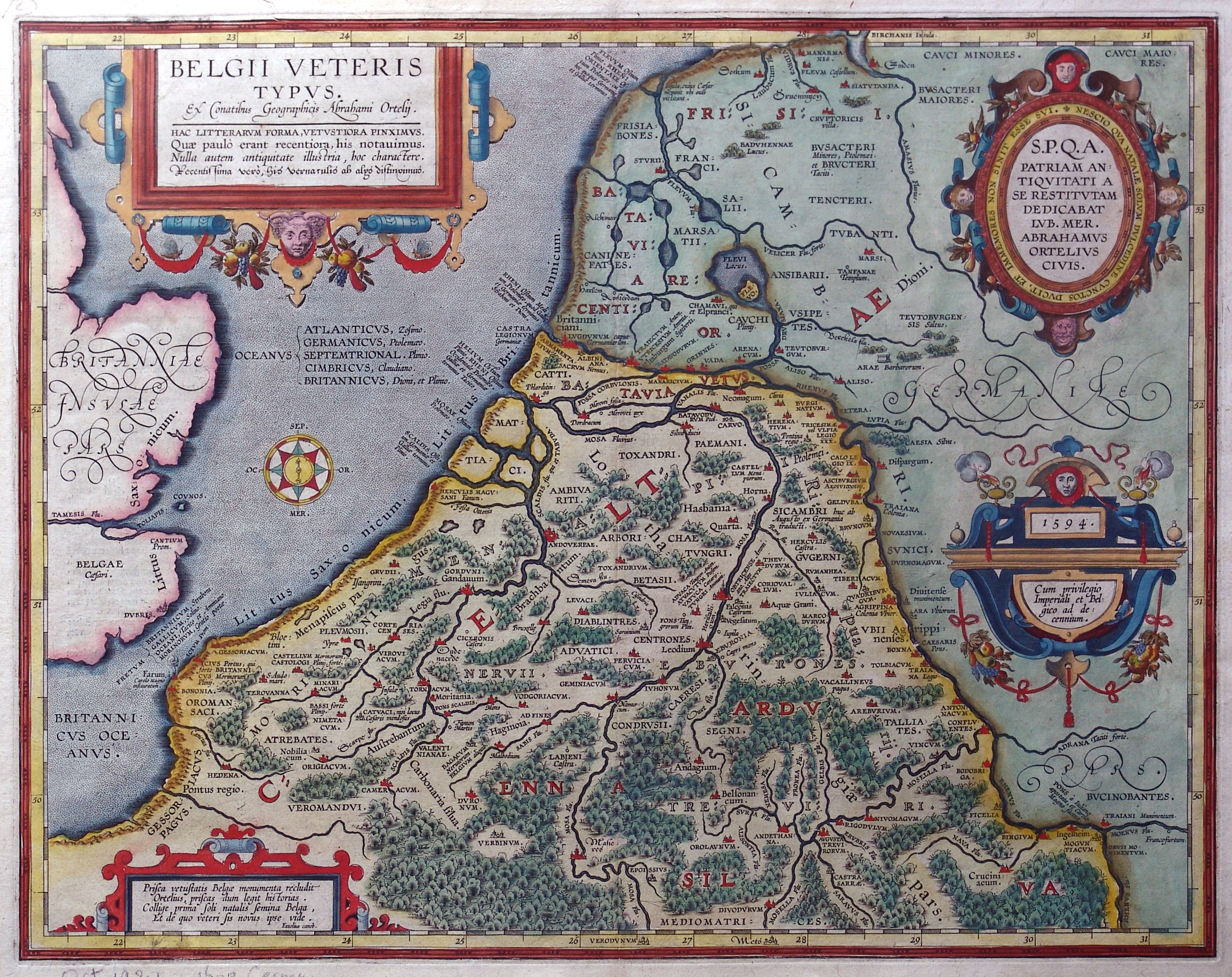
Abraham Ortelius : Belgii Veteris (1594)

De aanwezigheid van de Romeinen in het gebied dat nu België is begon rond 50 v.Chr. en duurde bijna 5 eeuwen. Het Romeinse rijk strekte zich uit van de Rijn en Donau in het noorden, Brittannië in het westen, de Sahara in het zuiden en het gebied van de Eufraat en Tigris in het oosten.
De Romeinse provincie Gallia Belgica omvatte het gebied in Nederland ten zuiden van de Rijn, vrijwel het gehele huidige België, delen van Duitsland ten westen van de Rijn en het huidige Noord-Frankrijk ten noorden van de Seine. De belangrijkste plaatsen lagen in het huidige Frankrijk en Duitsland. De Romeinse verzamelnaam voor de stammen in Gallia Belgica was Belgae.

## Samenvatting
De Romeinen onder leiding van Julius Caesar decimeerden tijdens de Gallische veroveringsoorlogen de oorspronkelijke bevolking van Gallië. Ter compensatie van het bevolkingsvacuüm werden bevriende Germaanse stammen uitgenodigd zich in het gebied te vestigen.
Langs de Rijn werd een brede bufferzone met legerkampen en forten onder militair bestuur ingericht, Germania Inferior (Neder-Germanië) en Germania Superior (Opper-Germanië).
Militaire heerbanen werden aangelegd ten behoeve van snelle troepentransporten en voor de bevoorrading van de legerkampen en forten. Ook mercatores (handelaren of kooplui) gebruikten deze wegen.
In Neder-Germanië ontstond vanuit een tijdelijk legerkamp Tongeren.
Op het platte land werden naar Romeins model landbouwbedrijven met villa's opgericht. Aan de kust werd een verdedigingslinie tegen piraterij opgezet, de Litus Saxonicum.
De integratie in het Romeinse rijk vond zijn beslag in de drie eeuwen na de veroveringen door Caesar, waarbij de aanwezigheid van de grote militaire bases in Neder-Germanië een belangrijke factor was. Tijdens de crisis van de derde eeuw, die in het gehele Romeinse Rijk voelbaar was, werden grenstroepen teruggetrokken, waarna Germaanse stammen Gallië binnenvielen. De Salische Franken kregen in het midden van de vierde eeuw het gebied Toxandrië in leen, met als opdracht bescherming te bieden tegen aanvallen van andere Germaanse stammen.
Na de Slag op de Catalaunische Velden tussen enerzijds Hunnen, Gepiden, Ostrogoten en Alanen en anderzijds Romeinen, Visigoten en Franken, viel het noorden van Gallia Belgica uiteen in een aantal Frankische koninkrijkjes, waarvan dat van Doornik het bekendste is.

## De stammen in de pre-Romeinse tijd

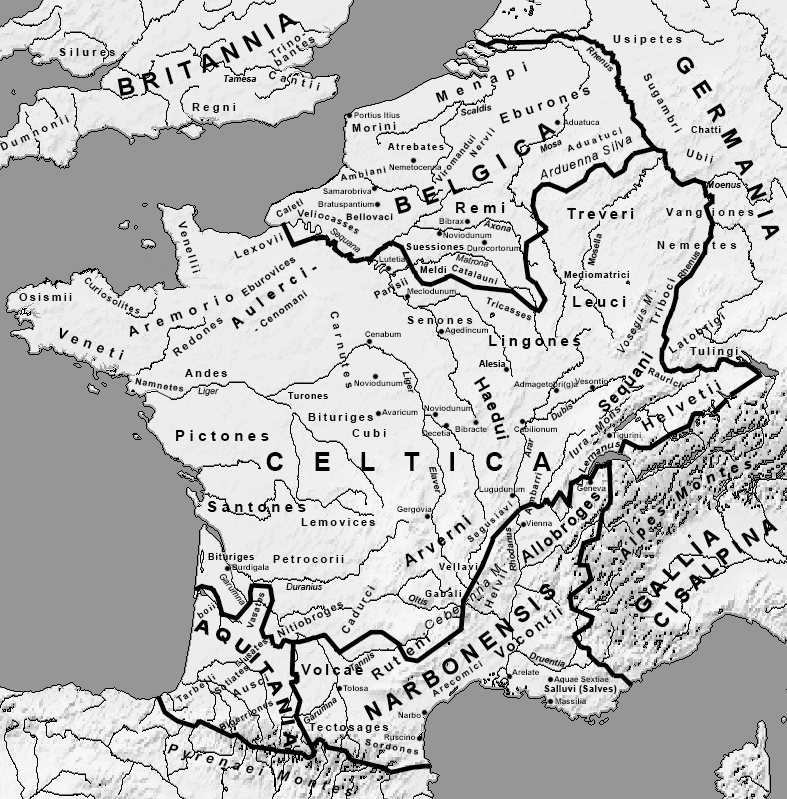
Belgica vlak vóór Gallische oorlog (52 v.Chr.).

De oudst bekende geschriften over het noordwesten van Europa zijn die van de Carthager Himilco, die de tinmijnen in Cornwall en de barnsteeneilanden in de Oostzee beschrijft, maar of hij de Noordzeekust bezocht heeft is niet bekend.
Dit is wel bekend van Pytheas van Massilia (Marseille), die rond 320 v.Chr. Cornwall bezocht en langs de Noordzeekust reisde, maar wiens reisverslag we alleen kennen via citaten van andere auteurs. Naast Caesars Commentarii de bello Gallico, die deels als propaganda geschreven is, is de eerste onafhankelijke beschrijving die van Strabo in zijn Geographika.
Het kustgebied van België werd bewoond door de Menapiërs, een Keltische volksstam, ten zuiden ervan leefden de grotere groep van de Moriniërs, eveneens een Keltische stam. In Midden-België woonden vanaf Cambrai in het zuiden tot Antwerpen in het noorden de Nerviërs, een Germaanse stam, in het oosten woonden de Atuatuci, eveneens een Germaanse stam en de Eburonen, waarvan de herkomst onbekend is. De Ardennen was het gebied van de Treveri, die echter voornamelijk in de omgeving van Trier woonden.
De zuiderburen van de Nerviërs waren de Remi, die trouwe bondgenoten van de Romeinen waren. In Caesars De bello gallico, dat hij schreef over zijn veroveringstocht in Gallië omschrijft hij op basis van informatie van deze Remi de aantallen Belgen op een landdag.
Bovenaan stonden door dapperheid, invloed en talrijkheid de Bellovakers, dezen konden 100.000 gewapenden op de been brengen, waarvan zij er 60.000 uitgelezen manschappen hadden beloofd; zij verlangden echter daarvoor de opperste leiding van den oorlog. De buren der Remers, de Suessiones, bezaten de uitgestrekste en vruchtbaarste akkers. Nog in onzen tijd was hun koning Diviciacus de machtigste vorst in geheel Gallië geweest, die zoowel een groot deel van deze streken als zelfs van Britannië heeft beheerscht. Nu was Galba koning; wegens zijn rechtvaardigheid en omzichtigheid was men algemeen geneigd, hem het opperbevel in den oorlog op te dragen. Hun gebied telde 12 steden en zij hadden 50.000 gewapenden toegezegd; de Nerviërs, die onder de Belgen zelf voor den wildsten stam golden en het verst verwijderd woonden, even zooveel; de Atrebaten 15.000, de Ambianers 10.000, de Moriners 25.000, de Menapii 7.000, de Caleten 10.000, de Veliocasses en Viromandui evenveel, de Aduatici 19.000; de Condrusi, Eburonen, Caerosi, Paemani, die men onder den algemeenen naam Germanen begrijpt, schatten zij te zamen op ongeveer 40.000 man."
Caesar maakt hier onderscheid tussen Galliërs en Germanen en noemt de Nerviërs de meest noordelijke Belgen, de Germanen horen hier eigenlijk niet thuis.

## Begin en einde van de Romeinse tijd

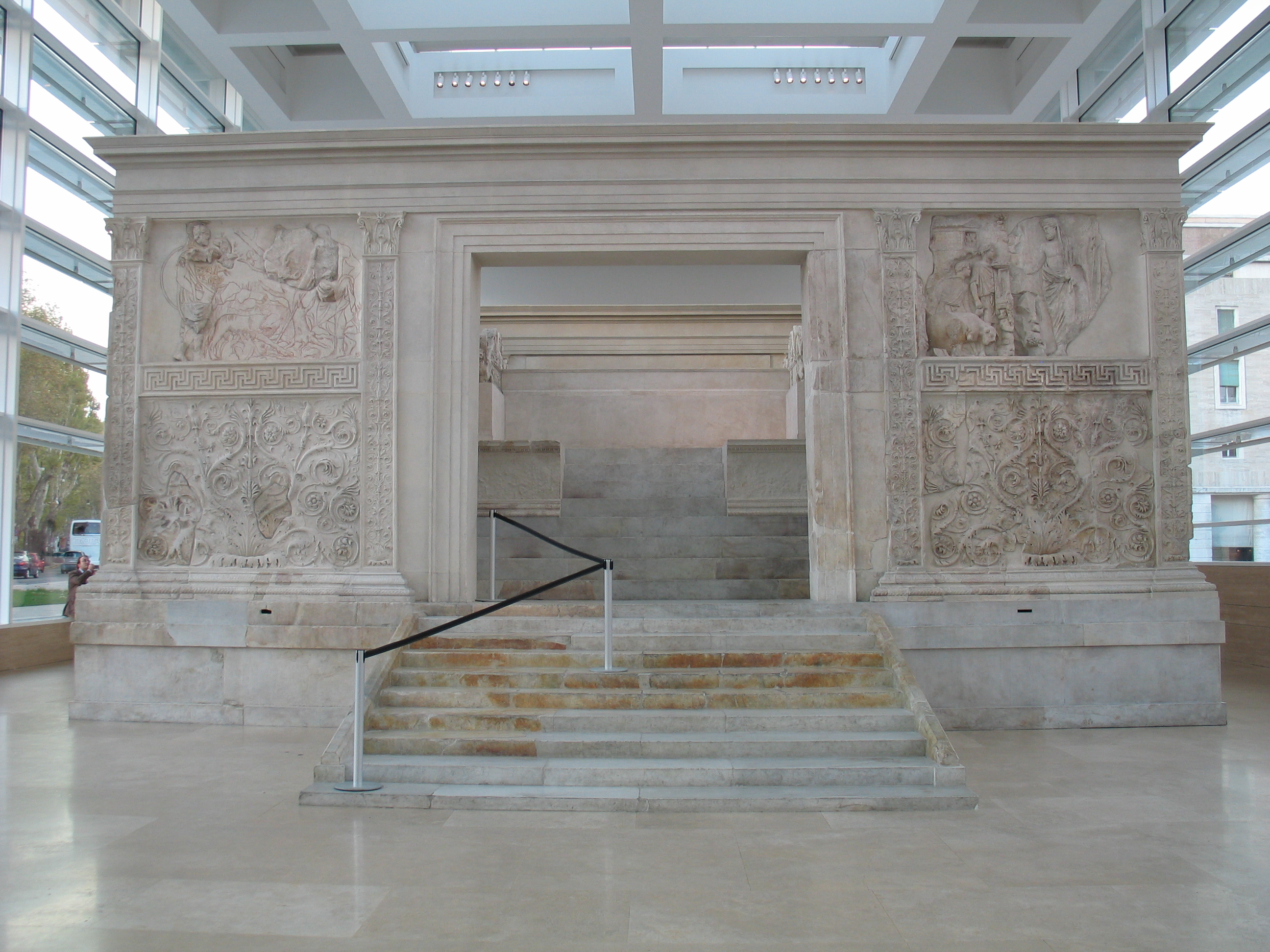
De Ara Pacis

De Romeinse tijd in België kunnen we laten beginnen met de Gallische oorlogen van 58 tot 51 v.Chr., maar niet iedereen is het er over eens, of de Romeinen in die periode echt in België geweest zijn.
De afsplitsing van Gallia Belgica door keizer Augustus van de rest van Gallië in 27 v.Chr., kan ook gezien worden als het begin van de Romeinse tijd in België. Een derde mogelijkheid is het jaar 12 v.Chr., toen Augustus heel Gallië als overwonnen beschouwde en een vredesaltaar liet bouwen, de Ara Pacis, dat op de verjaardag van zijn vrouw Livia Drusilla II ingewijd werd. In datzelfde jaar liet hij Nero Claudius Drusus een volkstelling (census) in Gallië houden.
Voor het einde van de Romeinse tijd kunnen ook meerdere tijdstippen genoemd worden:
Nadat Constantijn de Grote in 330 de hoofdstad van het Romeinse rijk verplaatst had naar Byzantium, splitste Theodosius I het rijk administratief in een oost en westelijk deel. Het West-Romeinse Rijk en daarmee de Romeinse tijd in het westen kwam ten einde in 476, toen de Germaanse legerleider Odoaker de keizer Romulus Augustus afzette en de keizerlijke waardigheden (zegelring?, purperen mantel?) opstuurde naar keizer Zeno van het Oost-Romeinse Rijk.
In 476 waren de Romeinen al uit Belgica vertrokken en werd het land bestuurd door de Merovingen, genoemd naar Merovech, rond 450 koning der Franken. De zoon van Merovech Childerik I bestuurde in naam van de Romeinen zijn land maar veroverde (en plunderde) ook gebieden ten zuiden ervan tot aan de Somme.
Een eeuw eerder waren de Romeinen al vertrokken, toen keizer Constantius I Chlorus het land in leen gaf aan de Salische Franken. Na de inname van Keulen door de Ripuarische Franken in 454 breidde de macht van de Franken zich uit. Generaal Aegidius, die geprobeerd had Keulen te heroveren, moest toegeven dat de stad Frankisch geworden was. Het jaar 454 wordt om deze reden beschouwd als het einde aan de Romeinse aanwezigheid in België.

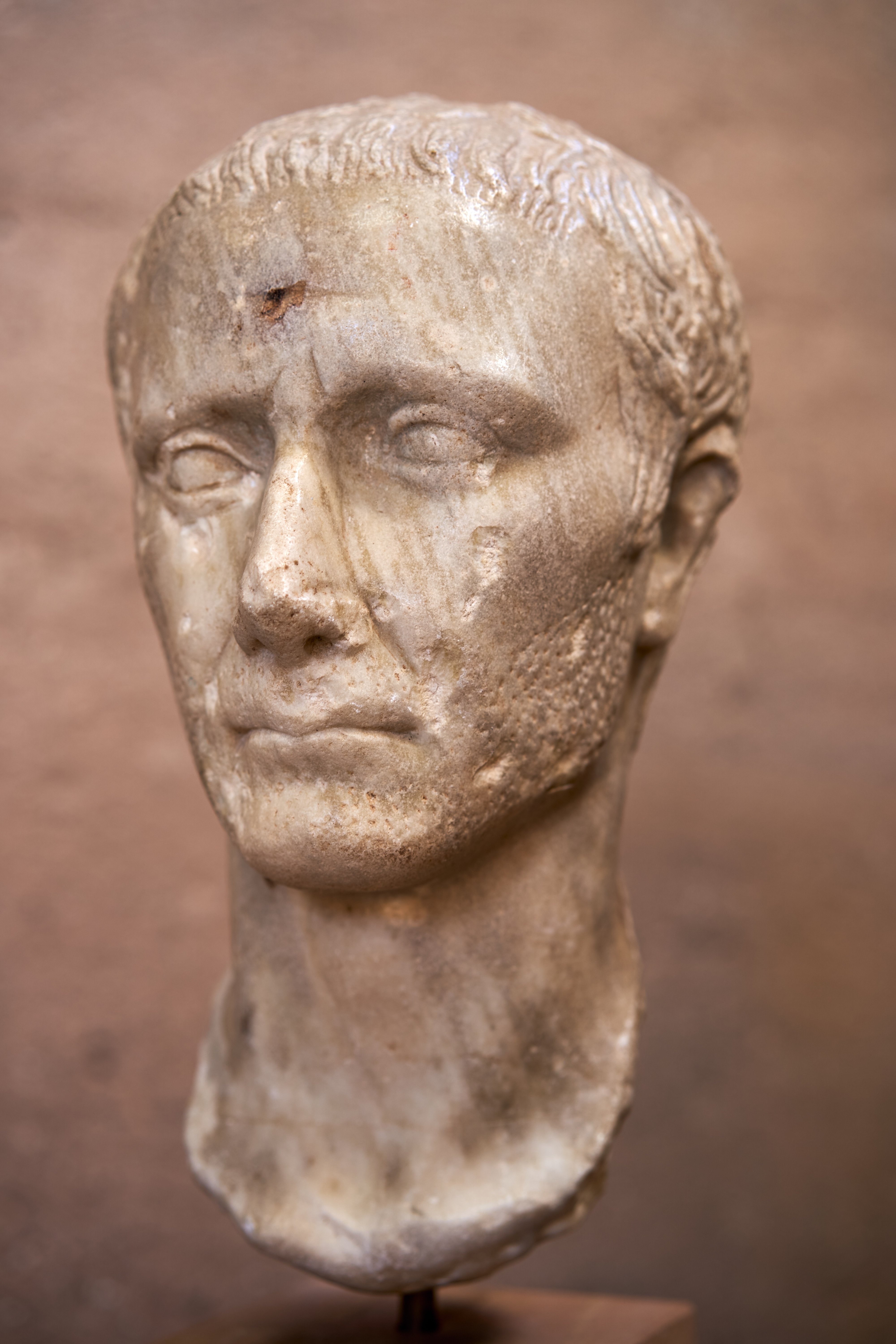
Marmeren kop van Julius Caesar (1ste eeuw, archeologisch museum Korinthe).

## Het gebied en de bewoners
In de Romeinse tijd was de Noordzeekust tot aan de huidige Oosterschelde of tot aan het Helinium (de Maasmonding in de Romeinse tijd) grotendeels gesloten (ook de Schelde mondde in het Helinium uit). Het Sincfal (ter hoogte van de monding van de huidige Westerschelde), het Zwin, het Bredene en de IJzer waren getijdengeulen. Stormvloeden doorbraken soms de duinen en vormden een waddenachtig gebied erachter. Achter de kustduinen ontstonden veengebieden en moerasbossen, waarin sprake was van getijdenwerking. In dit gebied woonden op de hoger gelegen delen de Menapiërs en Morini, die zich bij gevaar in de vrijwel ondoordringbare moerassen konden verbergen. De grens tussen de beide stammen is niet duidelijk en aan veranderingen onderhevig geweest. Wel zeker is dat de Menapiërs noordelijk en de Morini zuidelijker in Noord-Frankrijk of Zuidwest-België woonden.
De Menapiërs hadden boten, en zouden later matrozen leveren aan de Classis Britannica, de zeevloot die de Noordzeekust en de kust van Het Kanaal bewaakte.
Van de Menapiërs is bekend, dat zij aan zoutwinning deden, de Menapische ham van in de moerasbossen loslopende varkens en de vissaus werden bekend. Er was ook een eerste begin van de latere wolindustrie.
In het midden woonden de Nerviërs in een gebied dat zich uitstrekte deels over de huidige provincie Antwerpen, de gehele provincies Vlaams- en Waals-Brabant en de provincie Henegouwen tot over de Franse grens. Hun gebied werd in het oosten begrensd door een dicht woud, dat Caesar vrijwel ondoordringbaar noemde. Het kreeg in Latijnse teksten de naam Silva Carbonaria (Kolenwoud), vanwege de productie van houtskool via houtkap, waarmee ijzer gesmolten kon worden uit ijzerhoudend zandsteen, het begin van de latere ijzer- en staalindustrie.
Caesar beschrijft in het gebied van de Nerviërs houtwallen of hagen, die erop wijzen dat het gebied waar hij toen doortrok al in cultuur gebracht was. Al sinds de jonge steentijd werd er graan verbouwd. De Nerviërs waren echter ook een krijgshaftig volk, vele Nerviërs zochten hun geluk in het Romeinse leger. Er zijn zes cohortes Nerviorum en één ala (ruiterijafdeling) bekend uit inscripties en literaire bronnen.
In de Kempen en het gebied ten oosten van het Kolenwoud, tot aan de valleien van de Maas en Samber, woonden op vruchtbare grond de stammen van de Eburonen en de Atuatuci, waarvan voornamelijk de militaire lotgevallen bekend zijn. Bij Maastricht is een goud- en zilverschat gevonden, die aan de Eburonen wordt toegeschreven, en die waarschijnlijk geslagen is in het Duitse Hessen. Dit strookt met de door Caesar veronderstelde afkomst van de Eburonen van over de Rijn.
De na de Gallische oorlogen overgebleven Eburonen zouden de Texuandri geweest kunnen zijn, die het gebied van de Kempen hun naam Toxandrië gegeven hebben. De naam Eburonen is bij de latere Romeinse geschiedschrijvers verdwenen. Ook de naam van de Atuatuci is in de geschiedschrijving verdwenen. Het gebied aan beide zijden van de Maas wordt na Caesar herbevolkt door de Tungri, een Germaanse stam, waarin restanten van de Eburonen en andere kleine lokale stammen opgingen.
In zuidoost België lag het Ardense woud, waar Treveri woonden, een Keltische stam uit de Moezelstreek met als hoofdplaats Trier. De Treveri verbouwden graan, en moeten de uitvinders geweest zijn van de oogstmachine.
De oogstmachine wordt al beschreven door Plinius de Oudere.
De Treveri deden ook al aan wijnbouw, de Moezelwijn dateert uit de tijd van de Treveri.

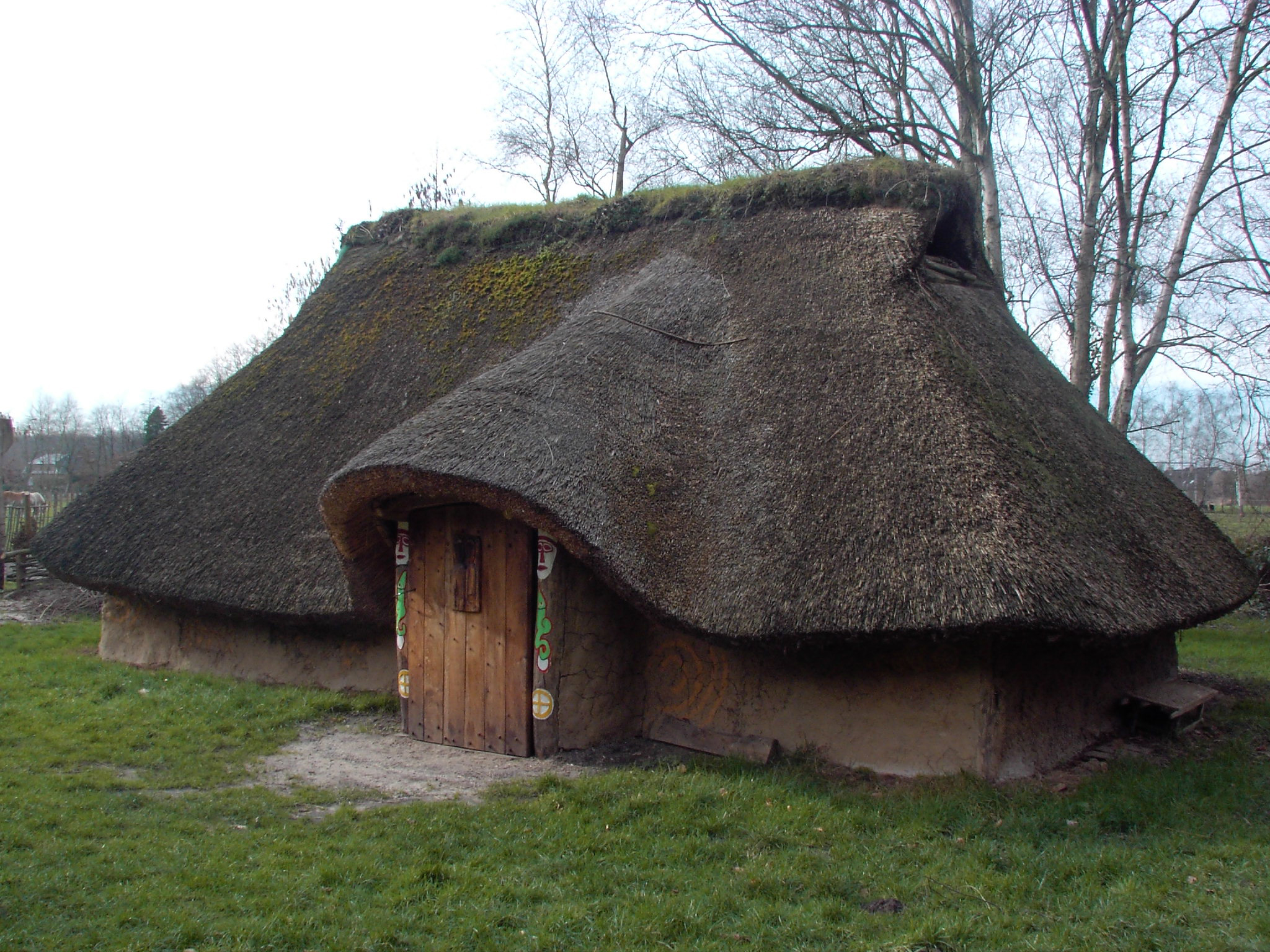
”De Gallische Hoeve” reconstructie van een Menapische late-ijzertijdnederzetting zoals Caesar ze mogelijk heeft gezien.

Er zijn nog een aantal kleinere stammen alleen van naam bekend, zoals de Ambivariti (vermoedelijk uit de streek bij Antwerpen) en de Frisiavones (vermoedelijk uit de streek van de Zeeuwse Eilanden, volgens Plinius aan de Schelde), die slechts incidenteel genoemd worden. Van de Frisiavones zijn een aantal cohorten bekend in Brittania.

### De nederzettingen
De oorspronkelijke bevolking van België leefde niet in steden, maar in boerderijen op het platteland.
Hun dorpen richten ze niet op onze manier in, met de gebouwen met elkaar verbonden en samengevoegd, maar iedereen omringt zijn woning met een open ruimte, hetzij als voorzorgsmaatregel tegen de rampen van brand, hetzij omdat ze niet weten hoe ze moeten bouwen.— Tacitus : Germania XVI
De stammen kenden wel versterkte plaatsen, waarin men ten tijde van gevaar zich kun terugtrekken, de oppida, waarvan er tussen de 22 en 36 als zodanig vermoed worden.
Het Oppidum Caestert op het Plateau van Caestert ten zuiden van Maastricht was een van de grotere Belgische versterkingen, maar enige vorm van vaste bewoning is er niet aangetroffen.
Het oppidum van Asse wordt geassocieerd met de Nerviërs.
In 1981 is een ommuurd oppidum Murus Gallicus gevonden bij Rouveroy aan de Franse grens.
In Montauban-sous-Buzenol is een oppidum aangetroffen waar in 1958 Gallo-Romeinse vondsten zijn opgegraven waaronder een oogstmachine, de beroemde " Moissonneuse de Trévires".
In de Romeinse bestuursstructuur werden de oppida soms de hoofdplaats van een Civitas (= stad of stam), maar soms werd de hoofdplaats van een civitas bewust buiten het voormalige stamgebied geplaatst. Zo werd het Oppidum Menapiorum gevestigd in Kassel op het grondgebied van de Morini. Het Oppidum Nerviorum was Bagacum Nerviorum (Bavay). De Civitas Tungrorum had als hoofdplaats Atuatuca Tungrorum. De Civitas Treverorom had als hoofdplaats Augusta Treverorum (Trier).

### De cultuur
Er is weinig bekend over de taal die gesproken werd. Op basis van de naam van een van de godinnen, die vereerd werd,
Nehalennia, kan het zowel Keltisch, Germaans of een voorloper van deze Indo-Europese talen talen geweest zijn. Het Proto-Indo-Europees (PIE) is een reconstructie hiervan. Het Keltisch dat gesproken werd, was zowel bekend op het vasteland als in Brittannië. Stammen als die van de Atrebati woonden aan weerszijden van Het Kanaal. Publius Cornelius Tacitus omschrijft in zijn De origine et situ Germanorum de taal, die in het noorden van België gesproken wordt als Noordzee-Germaans.
Ambiorix is een duidelijk Keltische naam.
De Keltische priesters, de druïden, konden wel lezen en schrijven, maar deden dat bij voorkeur niet. Van de Keltische religie bij de Gallische Belgen is meer bekend sinds de ontdekking van de heiligdommen van Ribemont-sur-Ancre in de jaren 1960 en van Gournay-sur-Aronde tussen 1977 en 1984. Het eerstgenoemde lag in het stamgebied van de Bellovaci. Deze heilige plaatsen waren vierkante open ruimtes in het bos, begrensd door gegraven greppels.

## De militaire aanwezigheid van de Romeinen
De Romeinen vestigden zich rond het begin van onze jaartelling in legerkampen en forten aan de Rijn (de oude rivier stroomde vanaf Wijk bij Duurstede, via Utrecht naar Katwijk aan Zee). De grote legerkampen kwamen in Nijmegen, Xanten, Neuss, Keulen en Bonn. De Neder-Germaanse limes vormden rondom België een beschermende halve cirkel, waarbinnen militaire aanwezigheid minder noodzakelijk was. Dat veranderde pas in de jaren circa 172-174) toen Chaukische piraten de kusten van de Noordzee, het Nauw van Calais en Het Kanaal plunderden. Boerderijen in de buurt van Doornik en van Velzeke werden verlaten, Arras werd platgebrand. De hoofdsteden van de Morini en de Nerviërs, Thérouanne en Bavay, moesten in het laatste kwart van de tweede eeuw worden herbouwd. Didius Julianus liet een legerkamp aanleggen bij Maldegem en legerde er een cohort Tongerense cavalerie. Hij adviseerde Marcus Aurelius tot de aanleg van een verdedigingslinie langs de kust, de latere Litus Saxonicum, met forten in Oudenburg en in Maldegem-Vake. Het fort Maldegem werd later vervangen door een fort bij Aardenburg.

### De Heerbanen

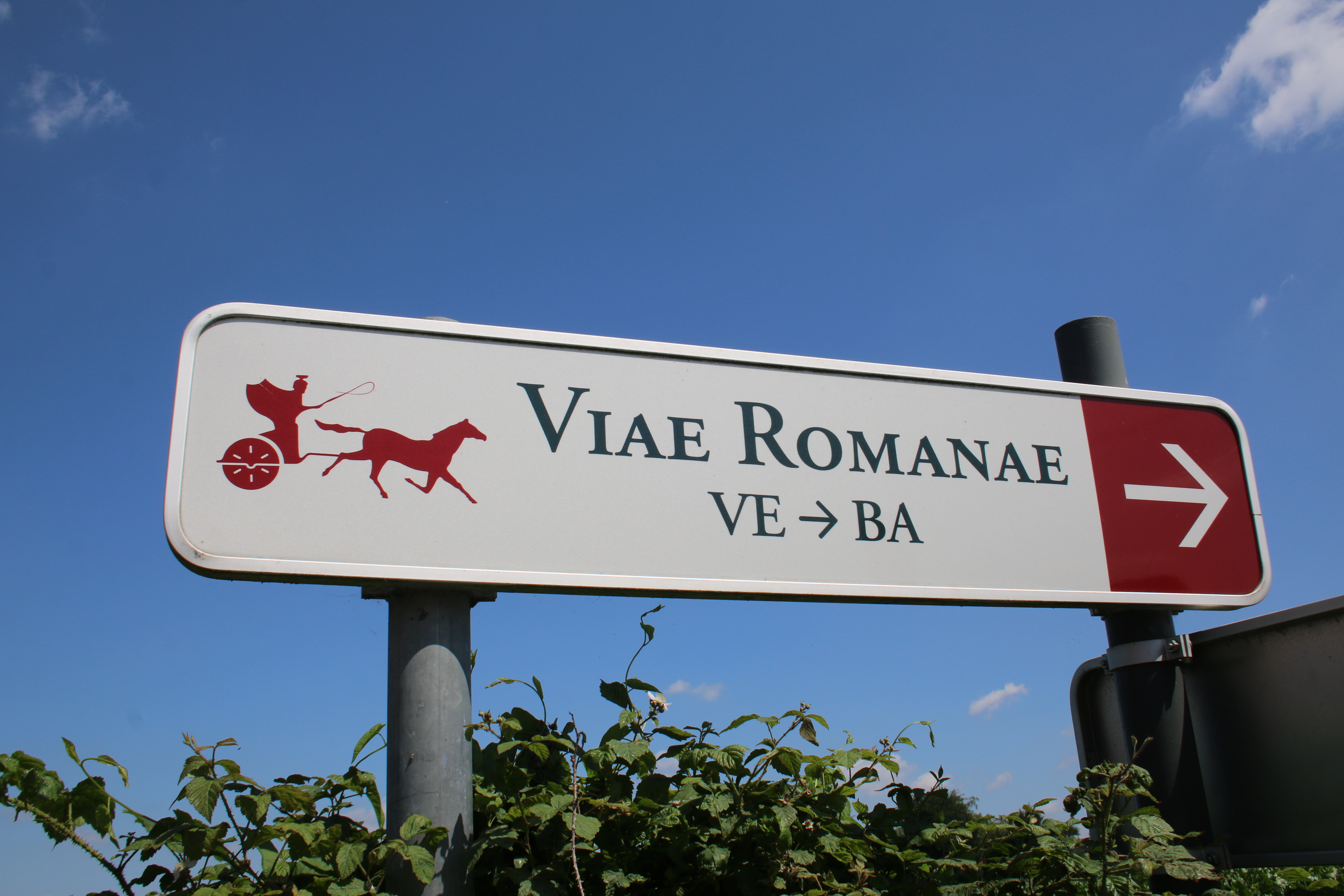
Viae Romanae van Velzeke naar Bavay

Heerbanen werden aangelegd om de Romeinse legioenen snel te kunnen verplaatsen. Er was een grote troepenconcentratie in Noord-Gallië aan de Rijn gelegerd, een andere grote legermacht was gelegerd in Bretagne. Via de heerbanen kon men elkaar snel te hulp komen. Aan tweede belangrijke functie van de heerbanen, was de aanvoer van voedsel, de streek van de Nerviërs was een belangrijke graanproducent en het landbouwareaal aan de Rijn was te klein om de legioenen van graan te voorzien.
Generaal Marcus Vipsanius Agrippa, tijdgenoot, rechterhand en soms vervanger van keizer Augustus, kreeg de opdracht om een uitgebreid wegennet aan te leggen, met Lyon als middelpunt, en met naar het noorden de wegen naar Boulogne-sur-Mer en naar Keulen. De geograaf Castorius bracht de gegevens in kaart, en een afbeelding ervan werd gebeiteld in de muur van de Porticus Vipsania te Rome.
De wegen werden gebouwd op geëgaliseerde, stabiele grond of op een licht verhoogde aardwal (agger). Als fundering werden lokaal aanwezige materialen (grind, zand, klei) gebruikt. Een koepelvormig profiel en eventueel een of twee zijgreppels zorgden voor de afvoer van regenwater. Voor zover mogelijk werden de wegen in een rechte lijn tussen de hoofdsteden van de civitas aangelegd.
De belangrijkste van deze militaire wegen in België was de weg van Keulen naar Boulogne-sur-Mer, die waarschijnlijk eerst liep over Julich-Heerlen-Maastricht-Tongeren-Tienen-Velzeke en Kassel. Later werd de route vanaf Tongeren via Liberchies naar Bavay de belangrijkste hoofdweg. Vandaar kon men over Cambrai-Atrecht of over Doornik-Kassel naar Boulogne-sur-Mer.

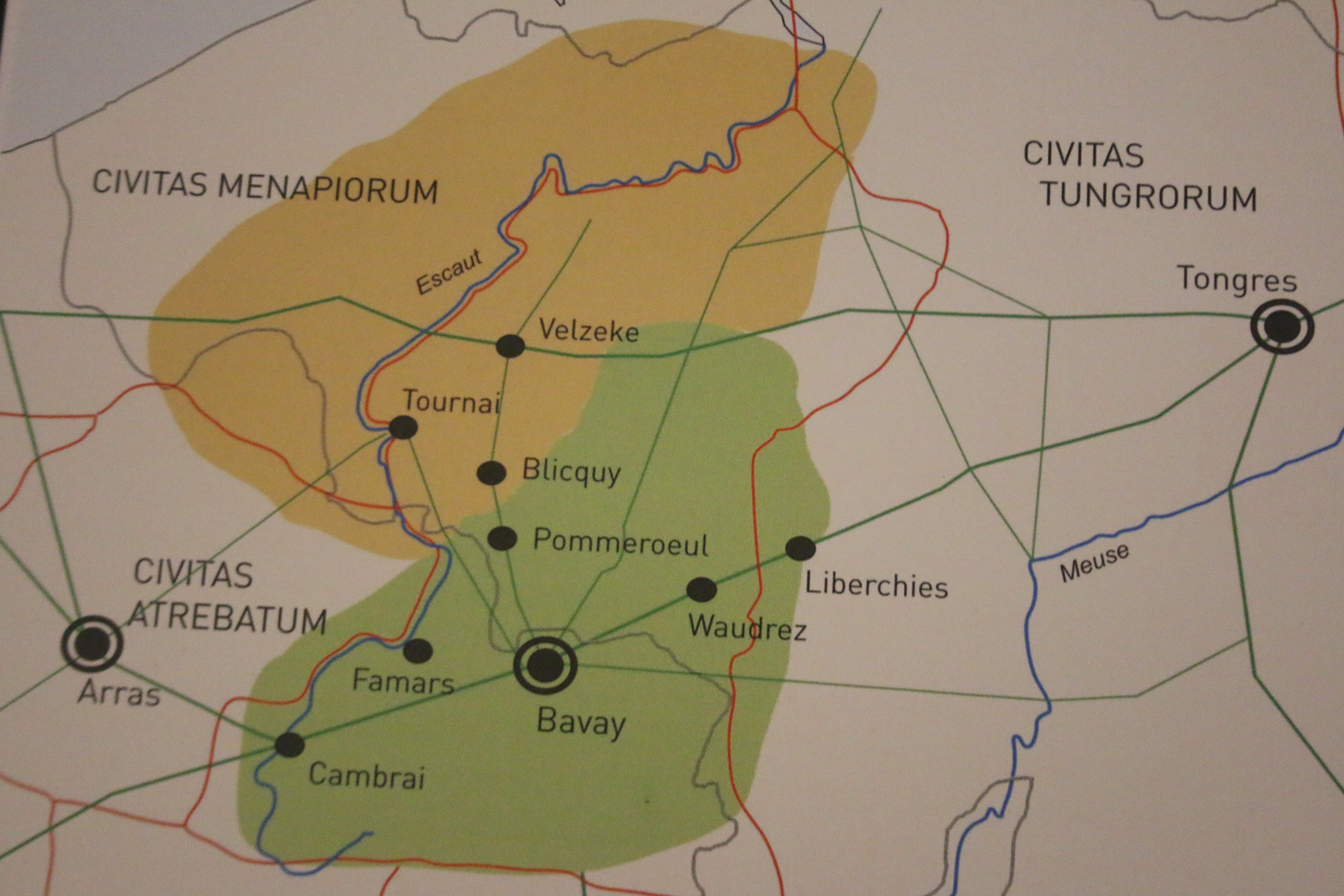
De weg Bavay-Velzeke

Bavay en Tongeren waren knooppunten voor meerdere heerbanen. Vanuit Bavay liep er behalve de weg Boulogne - Tongeren, een weg naar Trier, een secundaire heerbaan (Deverticulum) via Asse naar Elewijt en verder naar Rijsbergen en een naar Velzeke.
Vanuit Tongeren liep een heerbaan via Aarlen (Arlon) naar Metz, en westwaarts een naar Tienen. De weg Keulen - Boulogne kreeg in de 19e eeuw onder historici de naam Via Belgica, en stond daarnaast bekend als Chaussée Brunehaut, genoemd naar de Visigotische prinses Brunhilde van Austrasie. De naam Chaussée Brunehaut werd op meerdere trajecten gebruikt, zoals aan de weg Tongeren - Keulen via Herstal.
De Romeinse weg Trier - Reims doorkruiste zuid-België via Aarlen.
De Zeeweg was een deverticulum, een aftakking van de heerbaan via Aartrijke naar Kortrijk en Doornik. Via deze weg kwam men zeewaarts uit bij het castellum van Oudenburg. Landinwaarts is de Zeeweg nog intact tot iets ten noorden van Torhout.
Een andere secundaire weg langs de kust was de Steenstraat vanuit Kassel naar Aardenburg.
De Romeinse wegen werden aangelegd en onderhouden door het Romeinse leger en zo nodig bewaakt via wachttorens. Bij de aanleg werd gebruik gemaakt van tijdelijke legerkampen, die soms uitgegroeid zijn tot burgerlijke vici. Het beheer van de wegen was in handen van een veldwachtkorps. De cursus publicus, de door keizer Augustus opgezette postdienst, maakte gebruik van de heerbanen. Ten behoeve van de postkoeriers was er om de 10 mijl een wisselplaats voor paarden (mutatio) en om de 30 mijl een staatsherberg (mansio), met soms een smidse, en zeker een badhuis.
Voor het vervoer van personen werd vooral gebruikgemaakt van de tweewielige cisium en voor dat van goederen van de vierwielige carruca. Zij werden getrokken door muilezels, paarden of ossen.
De heerbanen hebben een belangrijke bijdrage geleverd aan de romanisering van de bevolking doordat zij de afstand naar Rome hebben verkort, en dat was in meerdere opzichten, zowel bestuurlijk, economisch als cultureel.

### De militaire versterkingen
Er zijn in België weinig militaire objecten uit de eerste en tweede eeuw bekend, eigenlijk zijn Tongeren, Aarlen, Kortrijk en Oudenburg de enige zekere.
Er zijn wel sporen gevonden van vermoedelijke legerkampen.

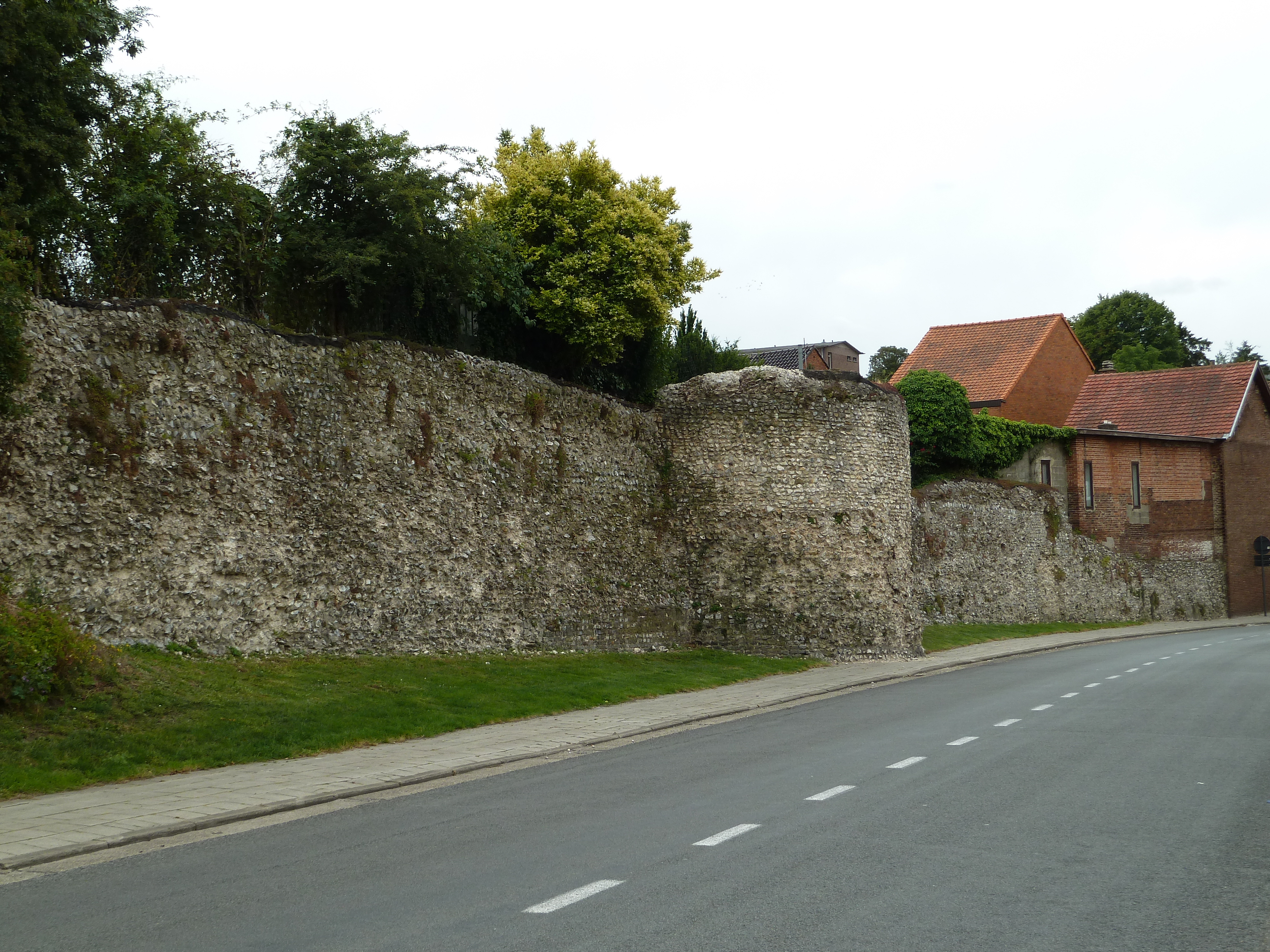
Tongeren-Romeinse muur

#### Tongeren
Bij Tongeren (Romeinse naam Atuatuca Tungrorum) werd een groot fort gebouwd bij een voorde, een doorwaadbare plaats, aan de rivier de Jeker. Langs de heerwegen ten zuiden en ten westen van het fort ontstonden nederzettingen (vici) en in de omgeving werden talloze Romeinse villa's gebouwd.
Toen de Romeinse militairen Tongeren verlieten werd het fort in gebruik genomen door de bewoners van de burgervicus.
Tijdens de Bataafse Opstand werd de nederzetting verwoest, maar al snel weer herbouwd. In de 2e eeuw, tijdens de regering van de keizers Trajanus en Hadrianus werd Tongeren ommuurd, door muren van zes meter hoog, twee meter breed en vier kilometer lang. De muren werden in de 4e eeuw verkleind en verzwaard, delen van de muren zijn nog steeds te zien.
Binnen de muren had Tongeren had een geneeskrachtige bron, verschillende tempels en een Forum dat in het noordelijk deel van Tongeren lag, ongeveer op de plaats van de Grote Markt (met het negentiende-eeuws standbeeld van Ambiorix).

#### Aarlen
Aarlen of Arlon (Romeinse naam Orolaunum was al in de pre-Romeinse tijd bewoond, maar werd een versterkte handelsnederzetting na de aanleg van de heerbanen Tongeren - Metz en Trier - Reims, die elkaar bij Aarlen kruisten. Sporen van een militaire versterking uit de eerste eeuwen zijn niet gevonden, maar Aarlen kreeg wel in 256 stadsrechten en werd een Municipium, waarna op een heuvel een Castellum gebouwd werd.

#### Kortrijk
In de eerste eeuw na Christus ontstond Kortrijk als de Gallo-Romeinse vicus Cortoriacum. Deze nederzetting lag aan het kruispunt van de heirbaan Boulogne-Tongeren en de heirbaan Doornik-Oudenburg en langs de oevers van de Leie. In 1950 kwamen bij opgravingen Romeinse vondsten aan het licht waaruit deskundigen opmaakten dat de Romeinen Kortrijk gebruikten als uitvalsbasis voor de verovering van Brittannië in het jaar 43. In de Notitia dignitatum wordt een legioen Comitatenses Cortoriacenses vermeld.

#### Overig
- In Aalter zijn sporen van een vroeg-Romeins Castellum opgegraven.[23]
- In Velzeke zou onder keizer Augustus een Romeins legerkamp hebben bestaan, dat in de eerste en tweede eeuw na Christus uitgroeide tot een vicus op het kruispunt van de Heirbaan Boulogne-Asse-Tongeren en de heirbaan Velzeke-Bavay.
- Nabij het Kooigembos van Kooigem werd een Keltisch oppidum aangetroffen, dat later tot een Romeins kamp werd omgevormd.
- Bij de vicus Liberchies werd ter versterking van de heerbaan Tongeren - Bavay een fort gebouwd.
- Tienen fungeerde als overslagcentrum van graan voor de in Neder-Germanië gelegerde legioenen en had zo een zekere militaire functie. De vondst van een Mithraeum, een tempel voor Mithra, die voornamelijk door Romeinse legionairs vereerd werd, suggereert militaire aanwezigheid.

## De niet-militaire nederzettingen

### De vici
De vici waren nederzettingen, die ontstonden rondom de Romeinse legerkampen en forten, buiten de muren van het fort. Er vestigden zich handelaren, herbergiers en ambachtslieden, hun klanten waren de legionairs. In België ontstonden de vici aan de heerbanen, bij kruispunten van heerbanen of daar waar een heerbaan een waterweg kruiste. Bij de aanleg van de heerbanen hadden deze vici in eerste instantie de militairen als klant, later vestigen zich er ambachtslieden en handelaren of was er sprake van industriële activiteit zoals in de kalksteengroeven, de metaalnijverheid of de pottenbakkersindustrie.
Vici hadden meestal geen Romeinse indeling (de geometrische schaakbordstructuur), maar hadden bebouwing aan de wegen met strookwoningen (Streifenhäuser of striphouses), lange woningen op perceelstroken met de korte zijde aan de weg.

#### Doornik
Doornik (Romeinse naam Turnacum) werd waarschijnlijk gesticht als een landbouwonderneming onder de naam Fundus Turnacus, maar de nederzetting bestond al in de pre-Romeinse tijd. De eigenaar Turnus was een Romein of een geromaniseerde Galliër. In de omgeving werd kalksteen gegraven, die intensief gebruikt werd bij de aanleg van de heerbaan Keulen - Boulogne, die hier Schelde kruiste. De vicus werd gebouwd volgens Romeinse principes met een rechte hoofdstraat (cardo), parallelstraten en haaks straten, die decumanus werden genoemd. Uit de vondst van een Romeinse grafheuvel met mausoleum voor een keizerlijke ambtenaar is geconcludeerd dat de steengroeven genationaliseerd zijn.

#### Overig
- Tienen was een knooppunt van meerdere heerbanen, waaronder het deverticulum Tongeren-Tienen-Elewijt-Asse-Kortrijk, waar meerdere vici ontstonden. Tienen is echter het meest bekend van de 26 groepen grafheuvels (tumuli) rondom de vici, met de drie tommen van Grimde als bekendste vanwege de kostbare grafvondsten. Deze en het grafveld in het Grijpenveld geven aan dat Tienen een welvarende vicus geweest moet zijn geweest.
- In de wijk Kalkhoven van Asse zijn aan een Romeinse secundaire weg de resten van een vicus gevonden. zie de Vicus van Asse-Kalkoven.
- Bij Elewijt zijn sporen van een welvarende vicus gevonden. zie de vicus van Elewijt.
- Bij Kruishoutem dateert uit de 1ste tot 3de eeuw een Gallo-Romeinse vicus met centrale economische en religieuze functie met onder meer de vondst van talrijke massieve bronzen godenbeeldjes van Mars, Mercurius, Victoria en Minerva verwijzend naar een heiligdom. Vier opgegraven waterputten, aardewerk, honderden munten, fibulae en sieraden wijzen op het belang van de nederzetting.[26]
- Op de Romeinse wegenkaarten uit de 2de-3de eeuw is Wervik te vinden onder de naam Viroviacum (Itinerarium Antonini) of Virovino (Peutingerkaart). Er zijn Romeinse pottenbakkersovens, aardewerk en munten gevonden, maar er zijn geen andere archeologische sporen van bewoning aangetroffen.
- Vanaf de Citadel van Namen hadden de Romeinen een controlepost over de rivieren de Samber en de Maas, op de linkeroever van de Samber, waarin deze de Maas instroomt, ontstond op het kruispunt van drie heerbanen een vicus, waar archeologen ook een kleine tempel vonden.
- Bij Liberchies ontstond vanuit een mansio de vicus Geminiacum.
- Bij Rumst kruiste een heerbaan de Rupel, waar aan de samenvloeiing van Dijle en Nete een vicus ontstond.
- Het is niet bekend waar Feresne precies gelegen heeft. Het is bekend van de Peutingerkaart, en moet gelegen hebben in de buurt van de wijk Mulheim in Dilsen. Uit Feresne kwam een pottenbakker, die later naar Heerlen verhuisde.
- Aartrijke was een vicus onder de naam Artiriacum, gelegen aan de kruising van de Zeeweg met de weg Steenvoorde-Brugge
- Brugge werd een havenplaats aan de heerbaan naar Oudenburg, waar deze de getijdengeul de Reie kruiste.
- Waudrez was een vicus onder de naam Vodgoriacum, ontstaan vanuit een baanpost. Op een verhoging lag mogelijk een oppidum.
- Virton bekend als Vertunum was een nederzetting aan de weg Reims - Aarlen.

### De Romeinse villae

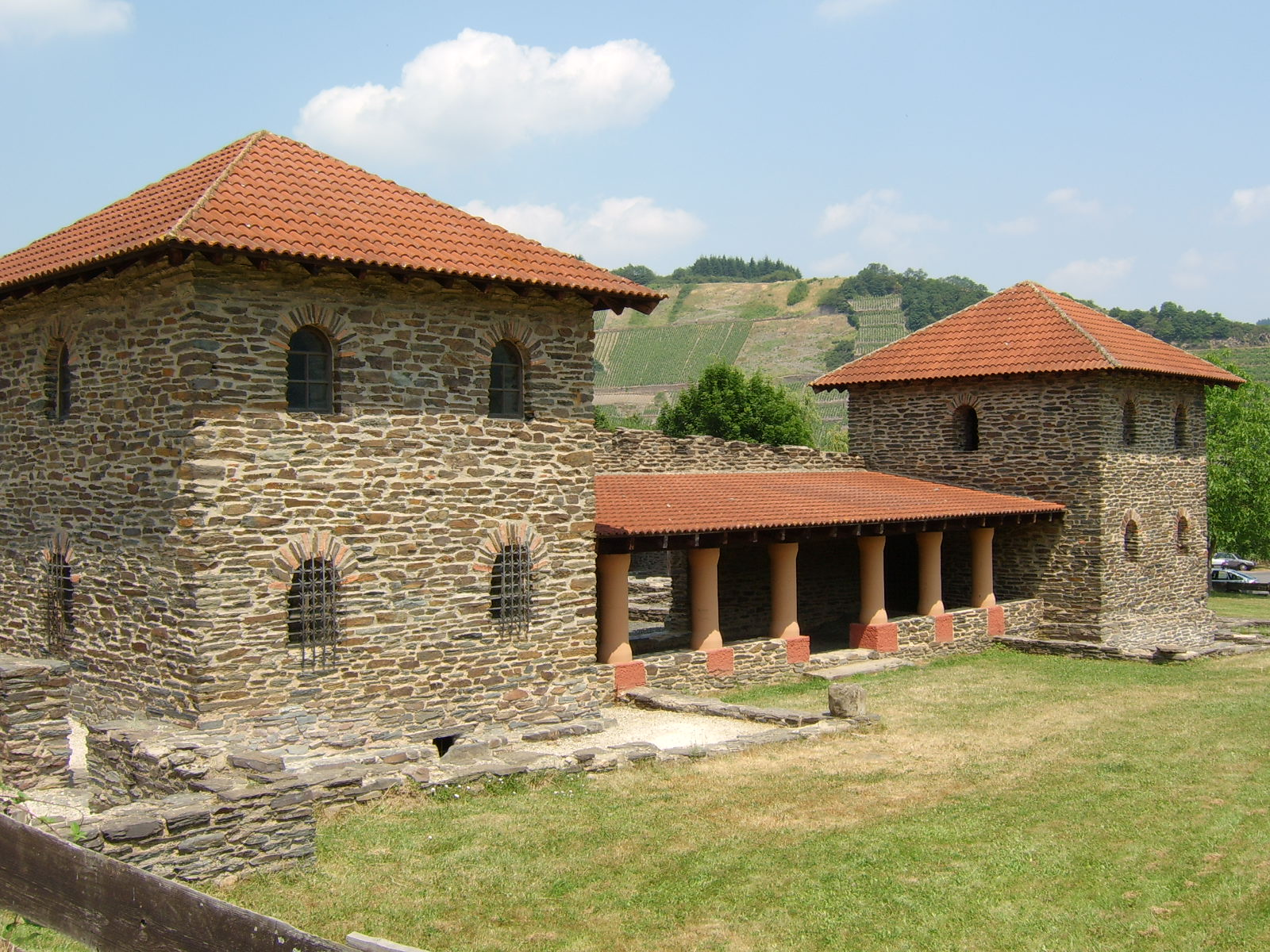
Reconstructie Villa Rustica in Mehring (DE)

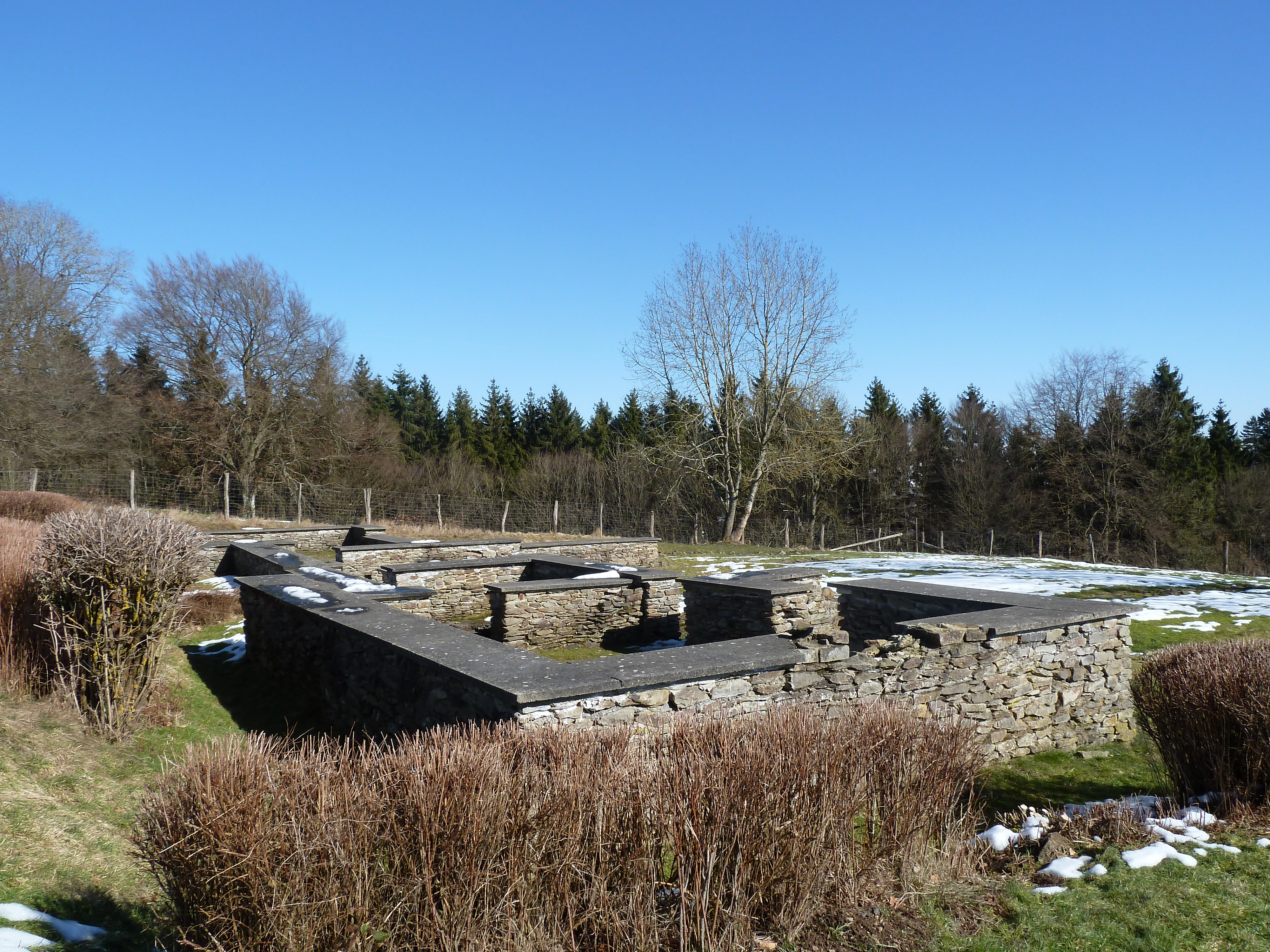
Muurresten Romeinse villa Nadrin

De villa rustica is een landgoed of landbouwbedrijf in Romeinse stijl met boerderijgebouwen, bestaande uit een woongedeelte (pars urbana) en bijgebouwen (pars rustica), soms ommuurd, soms alleen beschermd door een haag. Zij zijn voornamelijk aangetroffen op de vruchtbare lössgronden langs de grote rivieren en werden in pacht uitgegeven aan kolonisten of aan oorlogsveteranen.
Een der grootste (300 ha) stond in Basse-Wavre, opgegraven in 1904 en later weer afgedekt.
In Vlaanderen zijn 34 villae bekend, maar er is nog geen enkele geheel opgegraven, van slechts 3 is alleen het woonhuis opgegraven. Onder het Sint-Lambertusplein in Luik zijn naast de fundamenten van de Sint-Lambertuskathedraal de resten van een villa opgegraven.
In de Ardennen bij Houffalize hebben in Fin de Ville en in het dorpje Nadrin Romeinse villa's bestaan. Die van Nadrin is uitgegraven en is het grondplan zichtbaar.
Bij de Romeinse weg Bavay-Trier heeft in het dorp Anthée een der grootste villa's in België gestaan. De gehele omheiningsmuur van 65 meter is opgegraven.
Niet alle villa's waren naar Romeinse voorbeelden gebouwd. Bij Hamois in het dorp Hody is een groot landbouwbedrijf aangetroffen in houten architectuur volgens de pre-Romeinse traditie.
zie ook :
- Gallo-Romeinse villa van Smeermaas
- Gallo-Romeinse villa van Wilsele
- Gallo-Romeinse villa des Bruyères
- Romeinse villa Haccourt
- Romeinse villa Jette

### De tempels

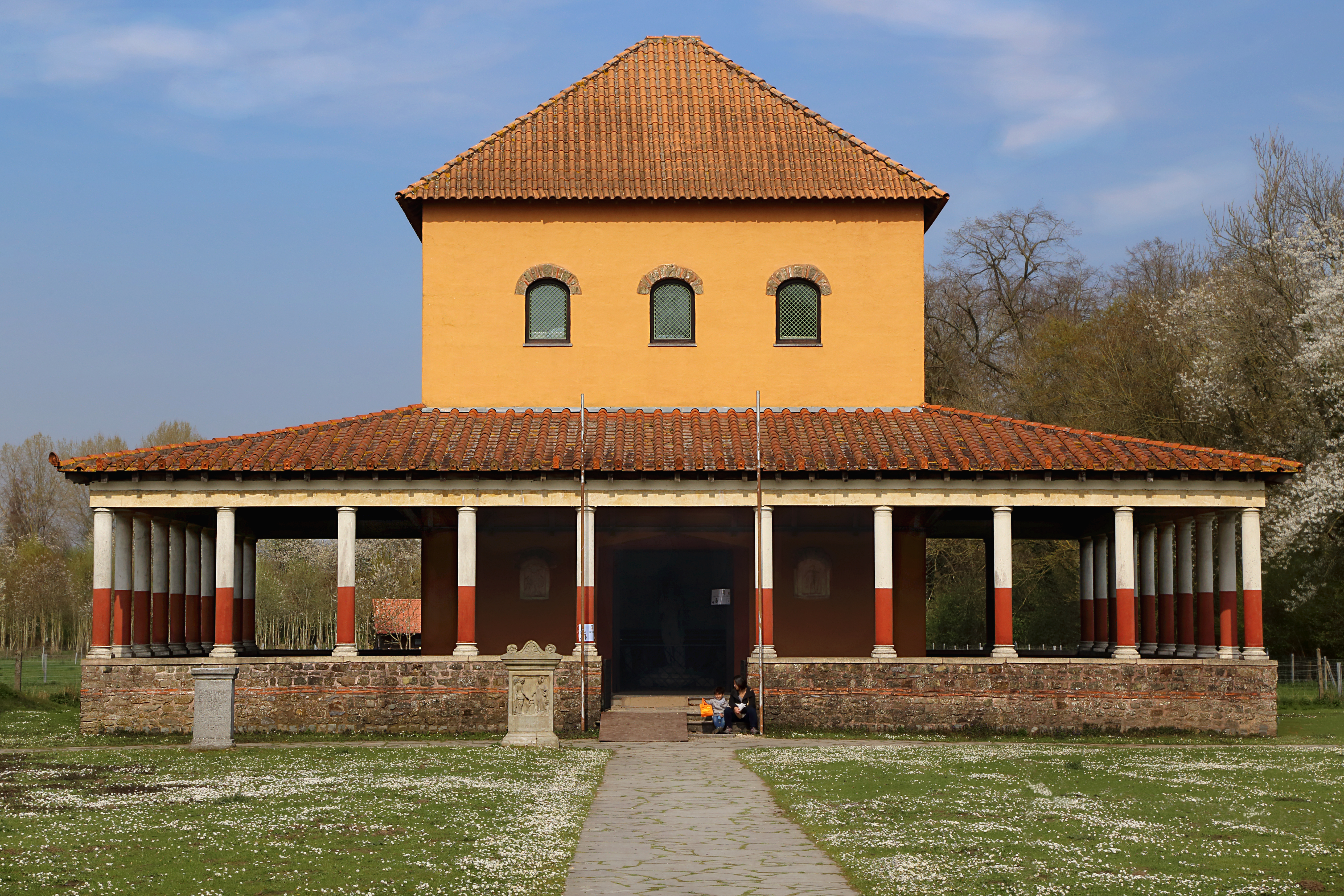
Reconstructie van de tempel van Blicquy op de Archéosite d'Aubechies

- In Blicquy stond een imposant heiligdom bestaande uit een tempel met zuilengalerij en een theater. Het theater van het Gallo-Romeinse type was gebouwd in steen en hout. De tribunes boden plaats aan ongeveer 5.000 mensen.[29]
- Het Gallo-Romeins tempelcomplex Tongeren was waarschijnlijk een tempel gecombineerd met kuuroord.
- In Grobbendonk, Kontich en Velzeke werden typische Gallo-Romeinse omgangstempels aangetroffen. Dit zijn tempels met een centrale ruimte voor het godenbeeld (cella), omgeven door een zuilengaanderij of porticus.
- In Kontich (Condacum) en in Tienen zijn resten van een Mithras-tempel gevonden, een Perzische god, die door soldaten en kooplui aanbeden werd.

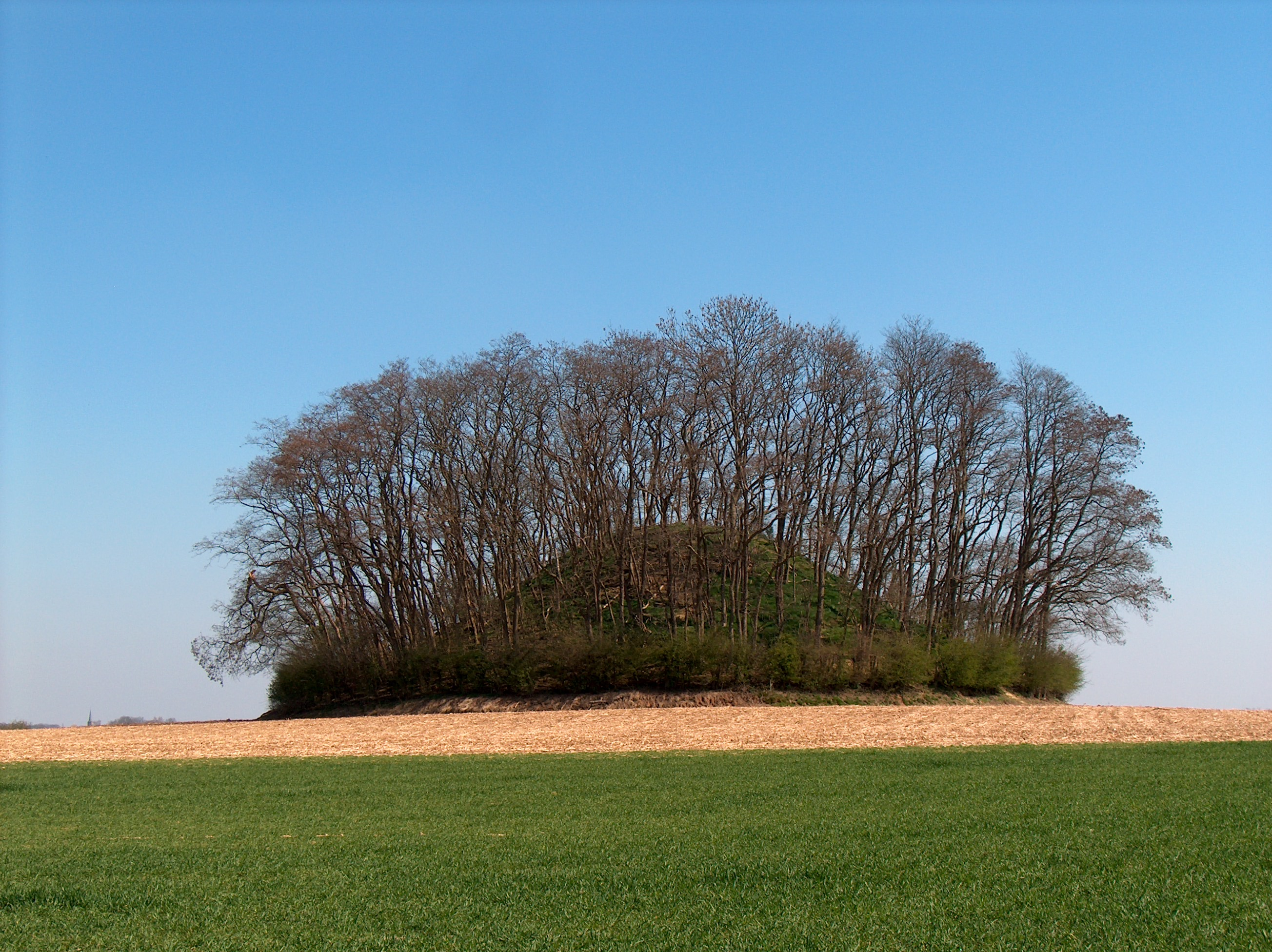
Tumulus van Hottomont, een grafheuvel in Grand-Rosière-Hottomont, België

### De begraafplaatsen

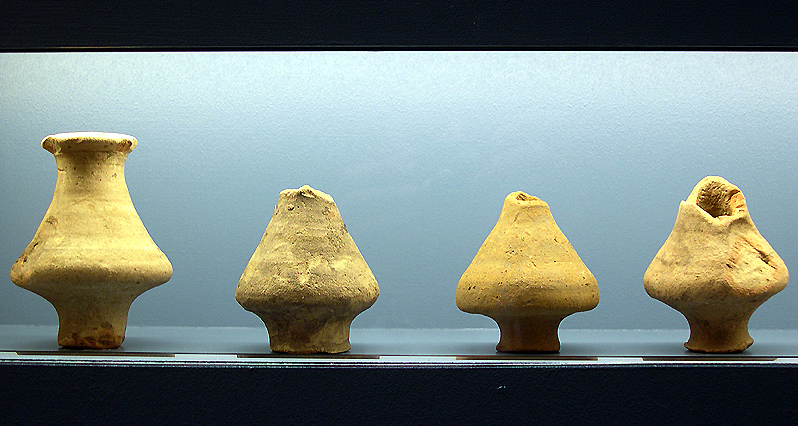
Gallo-Romeins keramiek gevonden in het Grijpenveld (Tienen)

Romeinen begroeven hun doden niet binnen stadsmuren, maar op aparte grafvelden, meestal aan de uitvalswegen van een nederzetting. Zowel crematie als lijkbegraving kwam voor. Grafstele werden heel algemeen, en geven zo veel informatie in tekst en beeld over dagelijks leven van de overledene. Het was gebruikelijk om de doden grafgiften mee te geven, en aangezien op grafschennis de doodstraf stond, zijn op grafvelden veel archeologische vondsten gedaan. Eenvoudige grafheuvels (tumulus, mv tumuli) ontstonden door het bedekken van een graf met aarde, maar de zeer welgestelden lieten grafheuvels als monument bouwen. In de grafheuvel de Drie Tommen van Grimde in Tienen zijn uitzonderlijk kostbare grafgiften gevonden.

### Overige plaatsen met Romeinse vondsten
- Antwerpen : Veel vondsten die duiden op bewoning, waaronder dakpannen die verwijzen naar een eerste cohort.
- Harelbeke: Honderden vondsten die duiden op bewoning, waaronder vijftien waterputten, een inheems heiligdom met tientallen godenbeeldjes in terracotta, een inheems grafveld en talrijke bronzen mantelspelden en versieringen.[30]
- Hofstade (Oost-Vlaanderen) : Vermoedelijk een tempeltje en een villa.
- Kerkhove : Mogelijk een baanpost met overslagfunctie aan de heerbaan Bavay - Aardenburg.
- Maldegem: Sporen van een heerweg die waarschijnlijk liep tussen Brugge-Antwerpen

## De integratie in het Romeinse Rijk
De integratie in het Romeinse Rijk wordt meestal romanisering genoemd, waarmee men specifiek doelt op het Romeins recht, de taal en de cultuur. De Romeinen beschouwden het als het civiliseren van barbaren, vergelijkbaar met hoe de Nederlanders de kolonisatie van Indonesië zagen.
Deze romanisering werd gestimuleerd door de vestiging (of deportatie) van oorlogsveteranen als kolonisten in de overwonnen gebieden. De naam colonia kwam terug in de namen van steden als Colonia Claudia Ara Agrippinensium (Keulen) en Colonia Ulpia Traiana (Xanten).
Omdat België vrijwel geen stedelijke bevolking kende, noch dat er grote militaire bases gevestigd waren, verliep deze integratie langzaam, zeker op de Vlaamse zandgronden, en minder langzaam op de vruchtbare gronden in de civitas Tungrorum.

### Taal, recht en bestuur
Na de verovering van Gallië door Julius Caesar werd het Romeins recht van toepassing. Dit recht was gebaseerd op de Twaalftafelenwet, een serie stenen tabletten, waarin een aantal artikelen uit het gewoonterecht gebeiteld waren, zodat iedereen kon lezen wat de wet was. In het Romeins recht werd onderscheid gemaakt tussen Romeinse burgers en vreemdelingen (perigrini). Romeinse burgers betaalden belasting, perigrini kregen een schatting opgelegd (tributum). In de tijd van keizer Augustus werden de provincies en civitas ingesteld. België kreeg te maken met de provincies Gallië Belgica met als gouverneurszetel Reims en Neder-Germanie met Keulen als provinciehoofdplaats. De provincies werden onderverdeeld in civitates met een bestuurslaag van de lokale elite. Deze kregen het Romeins staatsburgerschap.
Keizer Caracalla (211-217) (caracalla betekent legerjasje en was de bijnaam van naam Marcus Aurelius Severus Antoninus) gaf veel geld aan zijn leger uit, met als gevolg dat de staatskas, de fiscus, leeg dreigde te raken. Daarom maakte hij in 212 met de Constitutio Antoniniana iedere inwoner van het Romeinse Rijk tot Romeins staatsburger, en kreeg zo meer belastinginkomsten binnen.
Het Romeins recht was vanzelfsprekend vastgelegd in het Latijn, dat hiermee de taal van de elite werd. Met het Latijn als taal werd op schrift het Latijnse alfabet ingevoerd, dat weer was afgeleid van de alfabetten van de Etrusken en de Grieken. Het is niet bekend of er een pre-Romeins schrift gangbaar was, Caesar vermeldt dat de druïden een Grieks alfabet gebruikten.

### Taal en leger

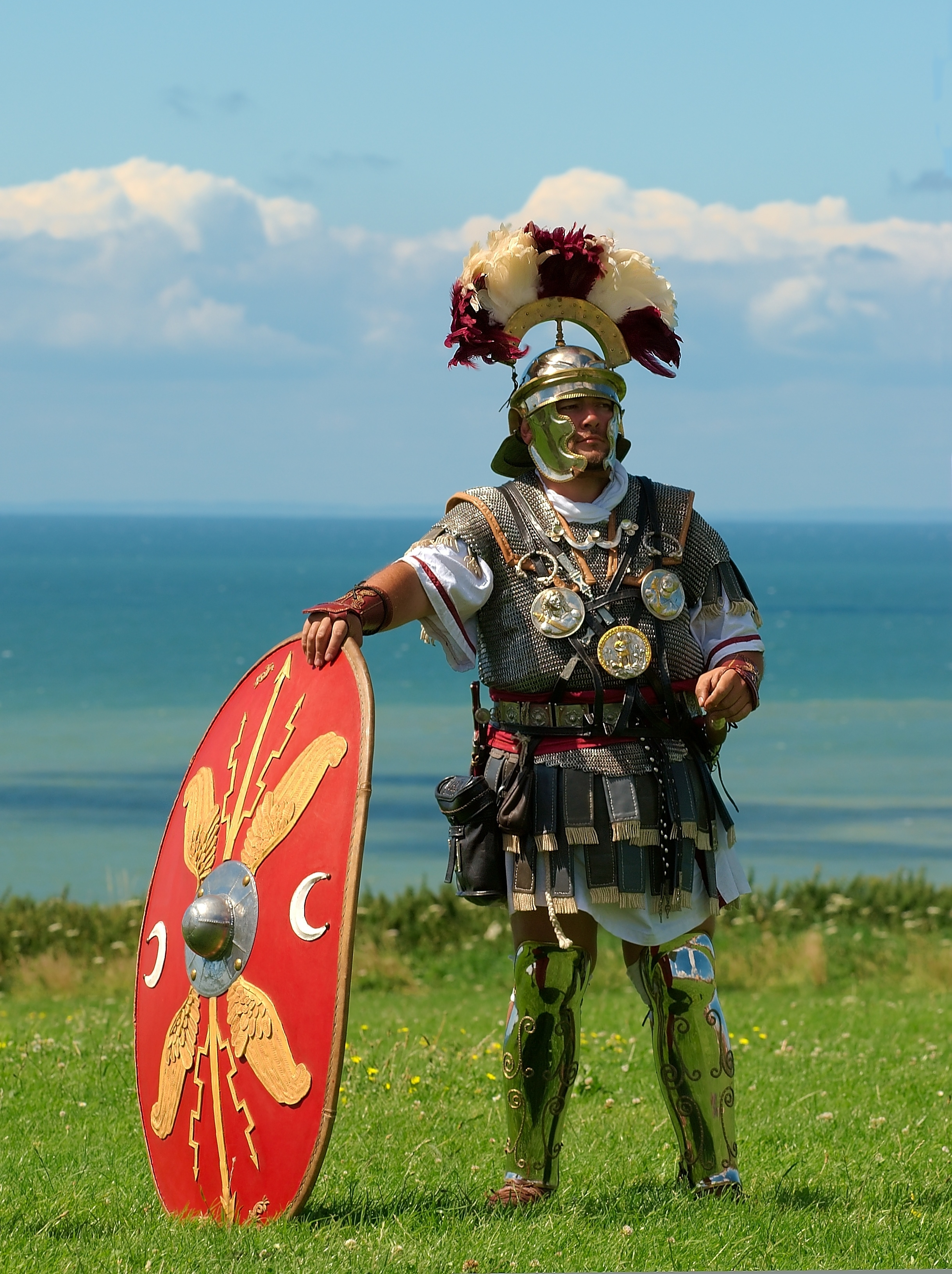
Centurion tijdens een re-enactment in Boulogne-sur-Mer

Het Latijn was de taal van het Romeinse leger. Na een dienststijd van twintig jaar voor legionairs of 25 jaar voor de auxillia of hulptroepen werd het de taal van de niet-Romeinse veteranen, die als beloning land in beheer kregen in hun geboortestreken of in de streken waar zij gelegerd waren geweest. Na hun diensttijd kregen zij een diploma waarin door de Keizer het staatsburgerschap werd verleend aan de veteranen : 
 voor zichzelf, hun kinderen en hun nakomelingen, en heeft hen het recht verleend om te trouwen met de vrouwen die ze hadden toen het burgerschap aan hen werd verleend, of, in het geval van ongehuwde mannen, met degenen met wie ze later mogen trouwen (maar niet meer dan één vrouw tot één man).
Legionairs werden gerekruteerd uit de Romeinse boerenbevolking, die gewend was aan een hard leven zonder luxe, en die zon en stof kon verdragen. Deze bevolking kon niet lezen en schrijven, maar de centurions (elk cohort van 480 infanteristen had 6 centurions), die geselecteerd waren op kracht en militaire vaardigheden kregen les in lezen, schrijven en rekenen. Binnen de uit de niet-Romeinse bevolking gerekruteerde hulptroepenen (auxilia) sprak men wellicht nog een stamtaal, maar hogere rangen moesten kunnen rapporteren, en dat was vanzelfsprekend in het Latijn. In de loop van de 2e en 3e eeuw bereikten veel militairen van de overwonnen volkeren hoge posities in het Romeinse leger, Latijn werd de taal van de elite. Zo maakte Mausaeus Carausius, een Menapiër, carrière van loods tot vlootcommandant van de Classis Britannica, en was van 286 tot 293 Usurpator van Britannia en Noord-Gallië.

### De handelaren

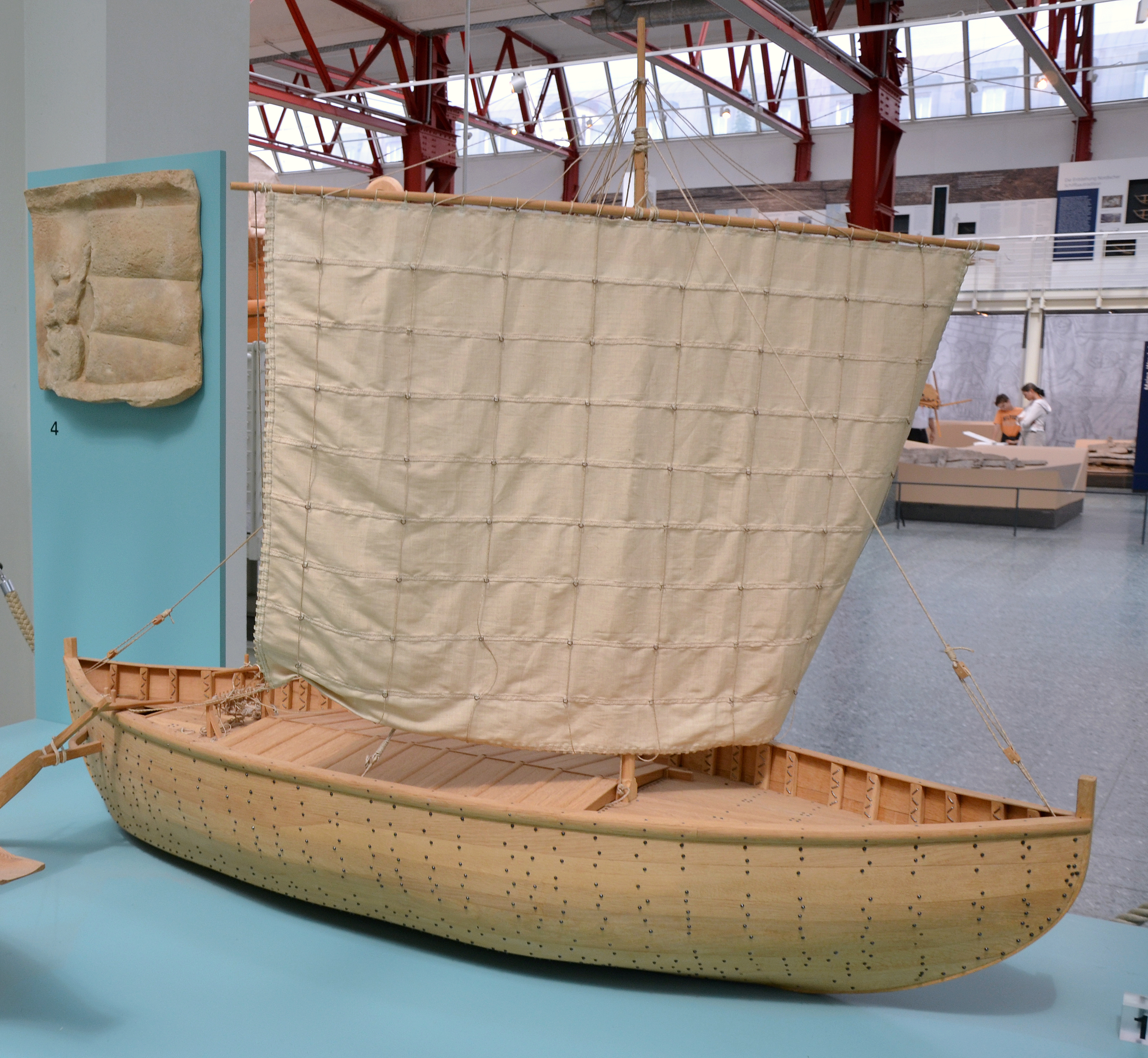
Model van het Blackfriars I schip (museum voor oude scheepvaart Mainz)

Handelsactiviteiten in de Romeinse tijd zijn weinig beschreven. Het is bekend dat de Menapische vissauzen en gezouten hammen en de ganzen (zowel de levers als de veren) van de Morini overal verhandeld werden, maar dat is niet kenmerkend voor de Romeinse tijd. Wel kenmerkend is het Terra sigillata, het gestempeld aardewerk, dat voornamelijk geïmporteerd werd. De aanleg van de heerbanen is van grote invloed geweest op het handelssysteem, naast transport over water.Naast transport over water over de grote rivieren, was er transport langs de kust en naar Brittannië. In 1899 zijn bij Brugge de resten gevonden van een Romeins schip van het Blackfriar I type. De Romeinen introduceerden de pen-gatverbindingen, waarmee gladboordige scheepstypes gebouwd werden (karveelbouw), dit in tegenstelling tot de overnaadse bouwwijze. De romp werd dichtgekit met takjes van de hazelaar.
Naast ruilhandel bestond er in de Romeinse tijd handel via muntgeld. Keizer Augustus voerde een officieel muntstelsel in, waarmee in het gehele Romeinse rijk betaald kon worden. De meest gangbare munten waren de sestertie (sestertius), geslagen uit messing en de as uit koper. Een sestertius was 4 asses waard. De soldij van een legionair bedroeg 80 sestertii per maand. In de periode na Julius Caesar was de soldij 900 sestertii per jaar, in de tijd van Cassius Dio 3600. In Pompeï zijn graffiti gevonden met prijzen, voor een sestertius kocht je een liter olijfolie, voor een as een (klein) brood of een halve liter tafelwijn, maar dit waren prijzen in Centraal-Italië.
De crisis van de derde eeuw was onder andere een monetaire crisis, die keizer Diocletianus probeerde op te lossen met een munthervorming, die als effect had, dat de handelaren weer terugvielen op ruilhandel.

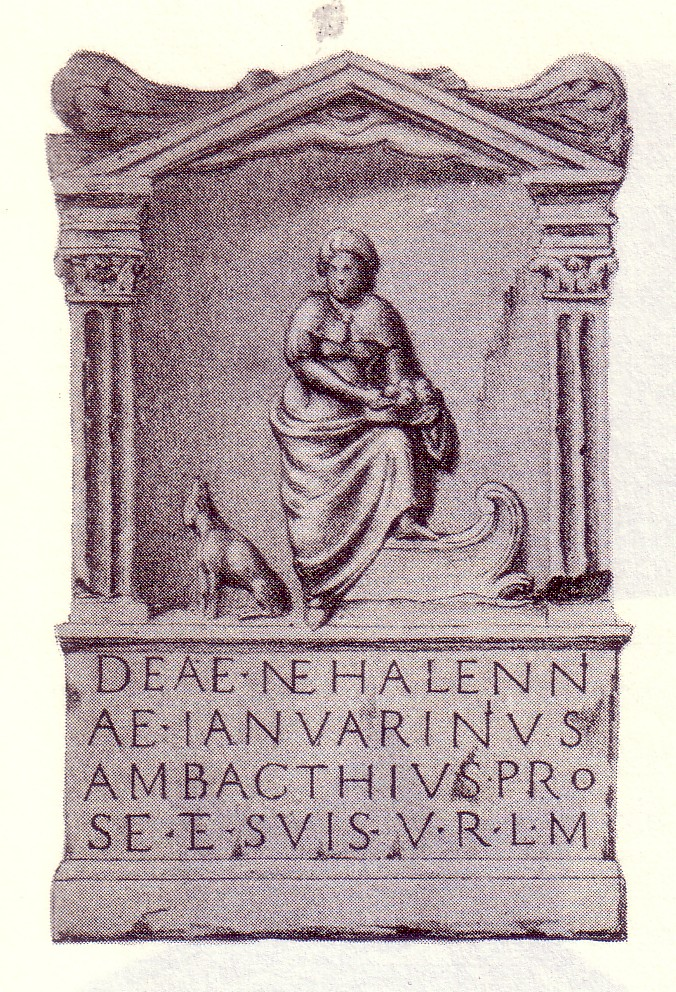
Nehalennia-altaar

Nehalennia was de godin van handelaren en kooplui. In 1970 werden bij Colijnsplaat door een viskotter brokstukken van een altaar opgevist, die door de conservator van het Rijksmuseum van Oudheden te Leiden als afkomstig van een Nehalennia-altaar herkend werden. In daaropvolgend onderzoek werden nog een 200 altaren en votiefstenen opgevist. De altaren waren door de handelaren geschonken als dank voor een behouden vaart. Van sommige inscripties zijn de herkomstplaats en het beroep van de handelaar bekend, zoals die van vissaus- en zouthandelaren uit Keulen en Trier. Het geeft aan, dat de haven een centrumfunctie had in de handel tussen Gallië, Germania en Brittannië.

### Economie
De pijlers waar de Belgische economie in de Romeinse tijd op rustte waren zout, landbouw en veeteelt, textiel, ijzer en steen. De belangrijkste klant waren de Neder-Germaanse legertroepen. Specialiteiten als vissaus, hammen en ganzenlever hadden een groter afzetgebied, tot in Rome toe. In de eerste eeuw van onze jaartelling waren er aan de Rijn tussen de 25.000 en 50.000 militairen gelegerd, waar graan voor brood voor nodig was. Voor de legioenen gelegerd bij Nijmegen, in het begin van de eerste eeuw waren dat ongeveer 15.000 legionairs, zijn berekeningen gemaakt voor de voedselbehoefte, de vicusbevolking is niet meegerekend. Op basis van een gemiddeld dagrantsoen van 0,8 kg per legionair betekende het dat 4.400 ton graan per jaar verbouwd moest worden, het benodigd voedsel (gerst, haver en mais) voor de cavaleriepaarden en de lastdieren bedroeg 3.000 ton graan per jaar.
In het gebied van de Menapiërs zijn een twintigtal productie-sites voor zout aangetroffen, waarvan 5 al uit de pre-Romeinse tijd. Het zout werd gewonnen volgens de zogenaamde briquetage-methode, waarbij pekel (uit zeewater of uit veen, dat tevens als brandstof kon dienen) in aardewerk werd verhit.
Zout was in de Romeinse tijd dermate kostbaar, dat er een staatsmonopolie op de productie kwam. Dit staatsmonopolie had zijn invloed op het leven in de streek van de Menapiërs, er kwamen ambtenaren ter controle en de handel kwam in handen van zouthandelaren. De productie van zout stopte in de derde eeuw, als gevolg van de ontvolking van het gebied na de vele plunderingen. Een tweede oorzaak was de inklinking van de bodem, gevolgd door inbraken van de zee in de getijdengeulen. De vloedlijn kwam meer landinwaarts te liggen, zodat men zich moest terugtrekken op de hoger gelegen gronden achter de lijn Diksmuide-Brugge. Een oude verklaring was de theorie van de Duinkerke-transgressies, maar die wordt niet meer onderschreven. Een deel van het eiland Testerep zou in de Middeleeuwen in zee verdwijnen, evenals Oostende, dat 500 meter landinwaarts herbouwd werd.
De landbouw was geconcentreerd in de provincies Haspengouw en Henegouwen, en had met graan de Neder-Germaanse legertroepen als belangrijkste afnemer. De landeigenaren, die eerst hun belasting in natura moesten betalen, werden verplicht dit in muntgeld af te dragen. Hiermee werden deze bedrijven onderdeel van de markteconomie en moesten efficient gaan werken. Naast de vondst van de oogstmachine van La Moissonneuse des Trévire is een houten eg uit de Romeinse tijd bij Poppel opgegraven, hetgeen er op wijst dat op de arme zandgronden in de Kempen landbouw uitgeoefend werd. In de loop der tijd nam het aantal legioenen in Neder-Germanië af, maar werd dit gecompenseerd door de groei van steden als Keulen. Uit vondsten bij de legerkampen is gebleken, dat de legionairs gevarieerd eten kregen, met gewassen die voorheen onbekend waren. Als innovaties, die de Romeinen inbrachten zijn gevonden : walnoten, bieten, abrikozen, amandelen, kikkererwten, mispels, peren, pruimen, dille, koriander, munt, selderij, venkel en wijnruit.
De meeste boerenbedrijven combineerden landbouw en veeteelt. De veeteelt was niet alleen belangrijk voor de mest, en het vlees was niet alleen belangrijk voor de Romeinse legioenen, secundaire producten als huiden werden in het leger gebruikt voor de legertenten, en voor het leer, waar de schilden mee bespannen werden. De kippenfokkerij (en het gebruik van eieren) werd door de Romeinen geïntroduceerd.
Schapen werden gehouden in de kustdistricten, waar zij konden grazen op de schorren. Laken afkomstig van de wol van de schapen uit deze kuststreken werd gebruikt voor de grove tunieken van de boeren en de dikke en stevige jassen van de soldaten. De Nervische birrus (van het Griekse pýrrhos) werd geëxporteerd en kreeg in het Midden-Oosten de naam burnous.
IJzer werd al gewonnen in de pre-Romeinse tijd, maar onder de Romeinen werd het een industrie. Zij introduceerden het temperen van ijzer en het gebruik van houtskool in plaats van hout, vandaar de naam Kolenwoud. Bij de dorpen Morville en Anthée zijn smeltkroezen van zes hoogovens voor het smelten van het erts opgegraven. De crayats de Sarrasins, de slakkenbergen der oudheid, die het resultaat zijn van de onvolledige versmelting van ijzererts vormen op sommige plaatsen gigantische hopen rond de productiecentra van de oudheid. Deze slakken bevatten nog steeds 40 tot 50% ijzererts en werden grotendeels hergebruikt in de 19e eeuw in de hoogovens van de Société Metallurgique de Couillet. De slak werd al in de Romeinse tijd gebruikt voor het verharden van de heerbanen, het ijzer vond zijn afnemers in de legioenen aan de Neder-Germaanse grens, en werd gebruikt voor de korte zwaarden en de punten van de lanzen.
Het bekende roodkleurige Romeins aardewerk (terra sigillata) werd niet in België geproduceerd, maar wel ten zuiden van de Belgisch-Franse grens in de streek van de Argonne. Er was een speciale oventechniek nodig om contact van rook met het baksel te vermijden. Deze techniek, afkomstig uit het Midden-Oosten en via de Grieken in Italië terecht gekomen, werd eerst op grote schaal toegepast in Arezzo, en kwam via Zuid-Gallië naar Gallia-Belgica en Neder-Germanië, waar in de omgeving van Trier en in de streek van de Argonne pottenbakkerscentra voor terra sigillata ontstonden. Met behulp van de technieken uit deze centra (de pottenbakkersdraaischijf was voorheen onbekend) en geïnspireerd op de terra sigillata-vormen werd andersoortig aardewerk (terra rubra en terra nigra) geproduceerd. De term Belgische waar is de verzamelnaam voor dit luxe-aardewerk uit Gallia Belgica.
Op basis van gevonden pottenbakkersovens zijn uiteindelijk een 150-tal pottenbakkers-centra in Gallia-Belgica en Neder-Germanië bekend, maar niet in alle werd kwaliteitsaardewerk geproduceerd. Bij Tienen werd aardewerk voor honingpotten gevonden en in de Romeinse villae Tongerense bekers en Haspengouwse kruiken. Aardewerk werd in de zoutpannen zowel gebruikt bij de briquetage-techhniek als voor de zoutcontainers.
In de omgeving van Doornik won men blauw-zwarte kalksteen, ook wel zwart marmer genoemd. De steensoort lag dicht aan het oppervlak, en werd als bouwsteen gebruikt. De verwerking in de beeldhouwkunst dateert uit de latere Merovingsche periode.

### Religie

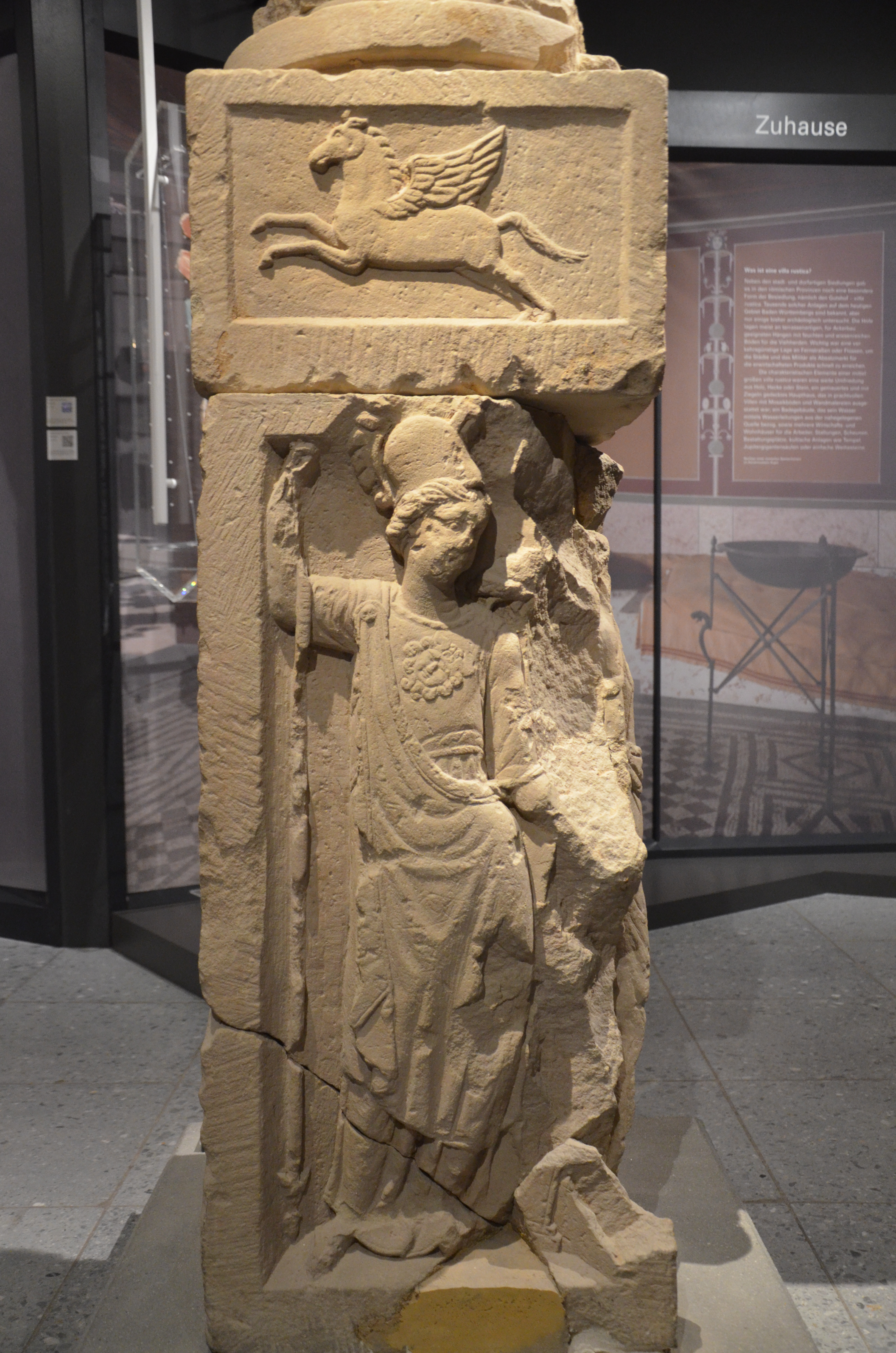
Jupiterzuil

Inzake religie bestond er een zekere tolerantie bij de Romeinen tegenover de oorspronkelijke Keltisch en Germaanse goden, zelfs bestond er een zekere wisselwerking. De klassieke Romeinse goden (Jupiter, Juno, Minerva)- die eigenlijk de oude Griekse waren - kregen hun tempels in de gekoloniseerde gebieden, Jupiter-zuilen werden opgericht, maar Keltische of Germaanse goden als Epona, Nehalennia en Hercules Magusanus werden eveneens vereerd, en Epona kreeg een beeld in het Pantheon, dat gewijd was aan alle goden.
In Sint-Huibrechts-Hern, een dorp ten noorden van Tongeren, werd een bronzen plaquette gevonden, met de inscriptie, dat Quintus Catius Libo Nepos, centurio van het Derde Legioen Cyrenaica, zijn schild en speer geofferd heeft aan de Germaanse godin Vihansa. Van de stam uit de Condroz zijn votiefstenen van de Tungri voor de godin Viradectis bekend.
Keizer Galerius (305-311) vaardigde kort voor zijn dood het edict van Nicomedia uit waardoor voorlopig een einde kwam aan de Christenvervolgingen die in 303 onder Diocletianus aanvingen. Zijn opvolger Constantijn de Grote legde de grondslag voor de Christelijke fase van het Romeinse Rijk. Deze fase zou in België pas in de overgang van de Romeinse tijd naar de Middeleeuwen plaatsvinden. Een Dioecesis Tungrensis wordt al beschreven door de Gallo-Romeinse bisschop Gregorius van Tours (538-594), met name bisschop Servaas van Maastricht wordt genoemd als Servatio Tungrorum episcopus (bisschop Servatius van de Tungri).

### Architectuur en stedenbouw
De pre-Romeinse bevolking leefde niet in steden, maar verspreid op het platteland.
Hoe de pre-Romeinse "woonstalhuizen" er uit zagen weten we alleen op basis van archeologische opgravingen, waarin op basis van paalgaten en wandgreppels de plattegrond afgeleid kan worden. De bovenbouw van waarschijnlijk hout en leem is niet geconserveerd. De Romeinse nederzettingen, die tot stad uitgroeiden, kregen een structuur volgens een schaakbordpatroon, met staatsgebouwen, een forum (marktplaats), een amfitheater, tempels, badhuizen, stromend water en een riool.
De bouwtechnieken veranderden aanzienlijk door de toepassing van stenen funderingen, dakpannen, bepleistering en baksteen. De nieuwe technieken werden in eerste instantie toegepast in publieke en militaire gebouwen, de houtfase bleef op het platteland en in de vici lang gehandhaafd.
De Romeinse architectuur in gebouwen werd gekenmerkt door een geometrisch grondplan, het gebruik van zuilengalerijen en muurschilderingen. Deze architectuur is terug te vinden in de gebouwen van de villae rustica, en in openbare gebouwen als tempels en badhuizen. Voorheen onbekend waren de Hypocaustum-systemen, de vloerverwarming, die toegepast werd in badhuizen en de luxe privéwoningen.

### Overig
- In de mode werd de Romeinse invloed voornamelijk zichtbaar in de klederdracht bij vrouwen. De mannelijke bevolking bleef de regionale kapmantel dragen, terwijl de vrouwelijke bevolking zich ging kleden met de tunica, die in de warmere streken ook voor mannen gebruikelijk was.[noot 20]
- De Romeinse invloed is nergens zo groot geweest als op de badcultuur, getuige de overvloed van archeologische vondsten aan thermen, de Romeinse badhuizen. Zij hadden naast de functie van wassen en reinigen een zeer sociale functie als ontmoetingsplaats.

## De crisis van de derde eeuw
De Crisis van de derde eeuw (235-284) was een periode met een interne machtsstrijd binnen het Romeinse keizerrijk, met monetaire en economische onrust en pandemieën, en zelfs met een afsplitsing van twee aparte keizerrijken: het Gallische Keizerrijk in het westen en het Palmyreense Rijk in het oostelijk Middellandse Zeegebied.
Tijdens deze crisis waren de grenzen slecht bewaakt. De Salische Franken - een verzamelnaam voor een aantal stammen, die ten Noorden van de Rijn woonden - maakten hier gebruik van om het Romeinse rijk binnen te vallen. Deze Frankische stammen waren goed georganiseerd en via huwelijken met elkaar verbonden. Zij konden lezen en schrijven (runenschrift) en hadden eigen wetten. De Lex salica werd later door koning Clovis I op schrift gesteld. Rond 290 was het grensgebied in hun handen en belaagden zij de Romeinse scheepvaart met piraterij.
In deze derde eeuw kreeg België te maken met nog een vijand, het water. In de Romeinse tijd trad er in het kustgebied een bodemdaling op, waardoor de zee kon inbreken via de getijdengeulen. Als oorzaken van deze bodemdaling worden genoemd de ontwatering, oxidatie en inklinking van het veen en de toegenomen waterafvoer van land naar zee, wellicht veroorzaakt door de massale houtkap. Het betekende voor de Menapiërs het einde van de zoutwinning en het einde van hun haven Ganuenta (Colijnsplaat).

## Herstel in de 4e eeuw
Keizer Diocletianus (284-305) zag de noodzaak in om veel aspecten van het Romeinse rijk te reorganiseren, zoals het leger en het monetaire systeem, en voor België niet onbelangrijk, verplaatste hij de hoofdstad van Gallië van Lyon naar Trier. Zelfs het keizerschap zelf werd gereorganiseerd, Diocletianus introduceerde de tetrarchie met 2 keizers (Augustii) en 2 kroonprinsen (Caesar) in twee hoofdsteden (Nova Roma (=Constantinopel) en Milaan).
De legerhervorming bestond uit het splitsen van het leger in een mobiel leger (de comitatenses) en de grenstroepen
(de limitanei). Niet alle forten aan de grens werden herbemand, maar er kwamen wel nieuwe castella in Cuijk en in Maastricht. De Maas in Limburg met de heerweg Maastricht - Boulogne werd een tweede verdedigingslinie. De heerweg werd versterkt met kleine forten (burgi), zoals bij Braives en Brunehaut.
Het provinciaal bestuur werd opnieuw ingedeeld, Gallia Belgica werd opgedeeld in een Belgica I en II, en boven de provincies kwamen diocesen te staan. Belgica I en II en Germania I en II vielen onder het diocees Gallia met als hoofdstad Keulen. De hoofdstad van de civitas van de Menapiërs werd verplaatst van Kassel naar Doornik, die van de Nerviërs van Bavay naar Cambrai. De grenzen van de meesten van de civitates zijn bewaard gebleven in de latere structuur van de bisdommen van de Katholieke Kerk in België.
Onderdeel van de economische en monetaire hervormingen was het Edictum de pretiis rerum venalium, waarin maximumprijzen voor allerlei levensbenodigdheden vastgelegd werden. Een aantal ambachten werd verplicht zich te organiseren in corporaties.
Kroonprins (Caesar) Constantius I Chlorus (293-305), bevocht en versloeg de Franken bij de monding van de Rijn. Krijgsgevangen werden te werk gesteld in de ontvolkte landbouwgebieden.
Onder de keizers Constantijn (308-337) en Julianus (361-363) volgden nog een aantal veldtochten tegen de Salische Franken, maar uiteindelijk sloot Rome in 358 een verbond met hen, waarbij zij het huidige Vlaanderen en zuidelijk Nederland tot de grote rivieren in bezit kregen, onder voorwaarde dat ze bondgenoten (foederati) zouden worden ter verdediging van de Noordzeekust en de Romeinse grens tussen Noordzee en Nijmegen. Uit grafvondsten blijkt dat in deze periode het Romeinse leger voor een groot deel bestond uit Germanen, onder leiding van hun eigen stamhoofden.
Een aantal militairen van deze foederati maakte snel carrière in het Romeinse leger en werden belangrijke legeraanvoerders zoals de neven Arbogast en Richomer ten tijde van keizer Theodosius I.
Later werd het gebied van de Salische Franken rond Doornik het kerngebied van de Franken, van waaruit zij heel Gallië zouden veroveren.

## Het einde van de Romeinse periode
De overgang van de Romeinse periode naar de periode van de Merovingen nam de gehele 5e eeuw in beslag, waarin de macht van de Romeinen verschoof naar die van de Franken. Die verschuiving was relatief vreedzaam, in die zin, dat de overname van de macht door de Merovingers niet het gevolg was van veldslagen tussen de Merovingers en Romeinen. Een tweetal gebeurtenissen versnelden die machtsverschuiving wel.
In 395 overleed keizer Theodosius I, die werd opgevolgd door zijn twee zwakke zonen. Tegelijkertijd besteeg Alarik I de troon van de Visigoten, die zich als foederati hadden mogen vestigen op de zuidelijke Donau-oever. Deze Alarik kwam in conflict met de Romeinse legertop (die inmiddels al voor een groot gedeelte uit Germanen bestond) en leidde zijn legers op plundertochten door heel Italië en het Balkan-gebied. Om deze reden werden steeds meer Romeinse legioenen teruggetrokken uit het noorden en verzwakte de bewaking van de Rijngrens.
In 406 trok een groep barbaren, waaronder Vandalen, Alanen en Sueben, de Rijn bij Mainz over en verwoestte vele steden in Midden-Frankrijk. In België ging Doornik in vlammen op. Deze oversteek, bekend als de Rijnoversteek, wordt beschouwd als het begin van de instorting van het Romeinse Rijk in Gallië.
De stammen van deze barbaren trokken door naar Spanje, waar de Vandalen zich vestigen in V-Andalusië, in Neder-Germanië vestigden zich de Ripuarische Franken aan de middenloop van de Rijn.
Een inval die een groter gedeelte van Belgisch grondgebied bereikte, was die van Attila de Hun in 451.
Attila trok via Keulen en Tongeren naar Doornik, waar hij probeerde koning Merovech over te halen zich bij hem aan te sluiten. Merovech weigerde en sloot zich met zijn Franken aan bij de legers van de Romeinen en de Visigoten, om slag te leveren bij Chalons-en-Champagne.
Na deze slag trok Attila zich terug en overleed in 453. Dat hij overwonnen was door Germaanse legers betekende een machtsverschuiving naar de Germanen. Met name de West-Germaan Ricimer werd de feitelijke machtshebber van de Romeinen. Hij benoemde zichzelf niet tot keizer, maar stelde stromannen als keizer aan. In 476 uiteindelijk werd de laatste West-Romeinse keizer door de Oost-Germaan Odoaker afgezet.
10 jaar later zou de Frankische koning Clovis I met instemming van de Oost-Romeinse keizer Anastasius I het grootste gedeelte van Gallië onder zijn beheer hebben.

## Beeldengalerij
Romeinen

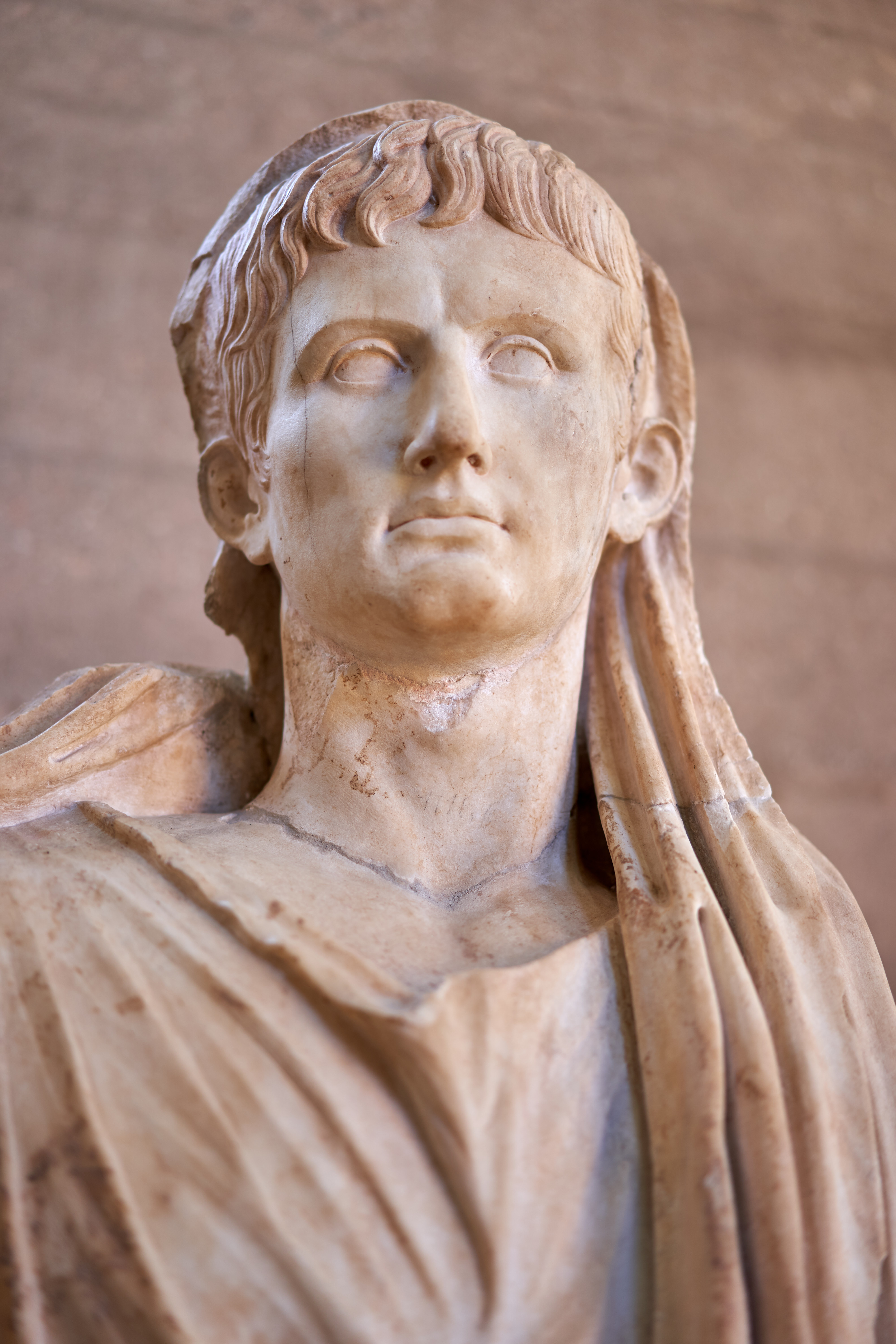
Borstbeeld van Augustus (museum Korinthe)
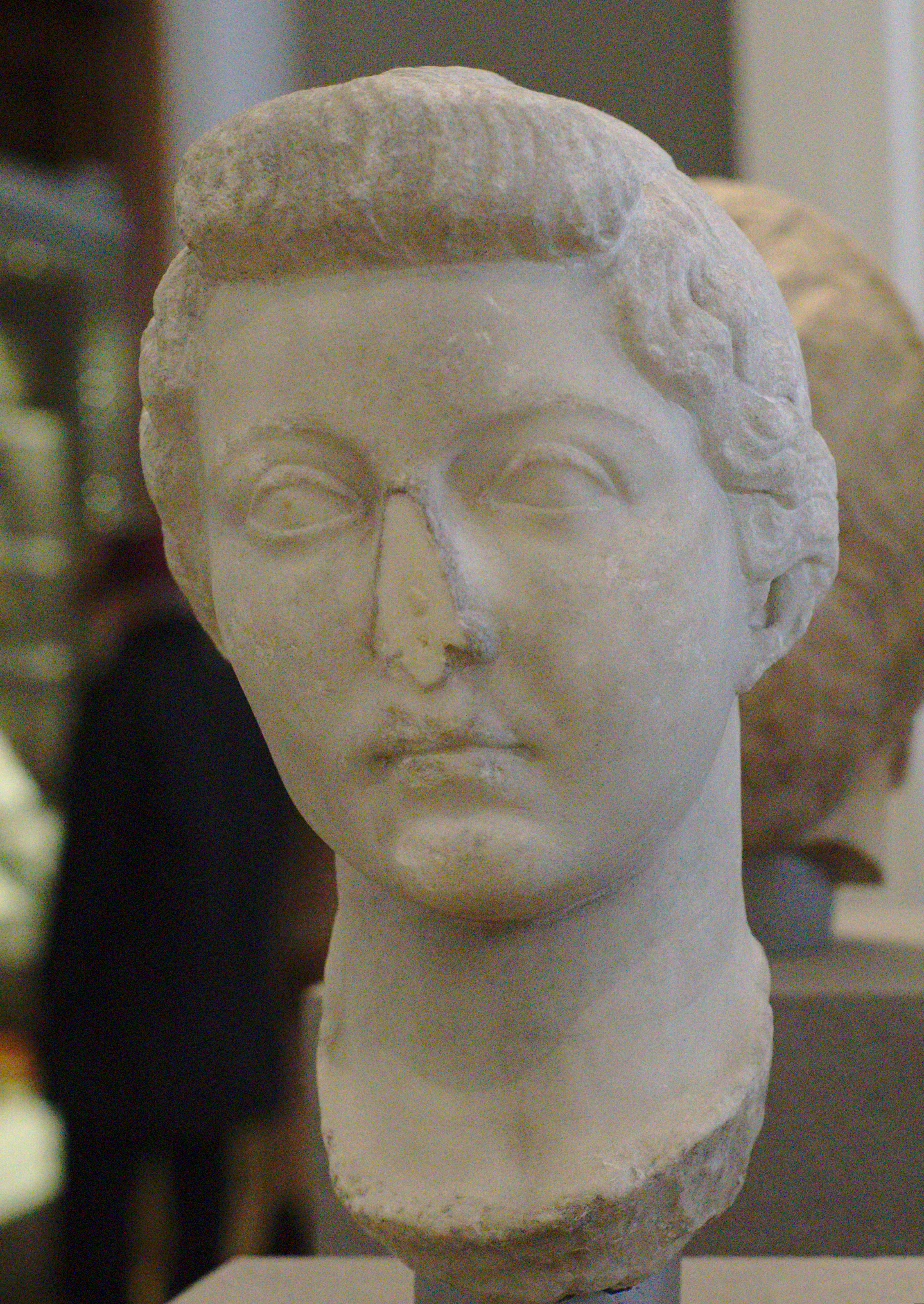
Buste van Livia Drusilla, echtgenoot van Augustus, moeder van Tiberius en Drusus (Fitzwilliam Museum)
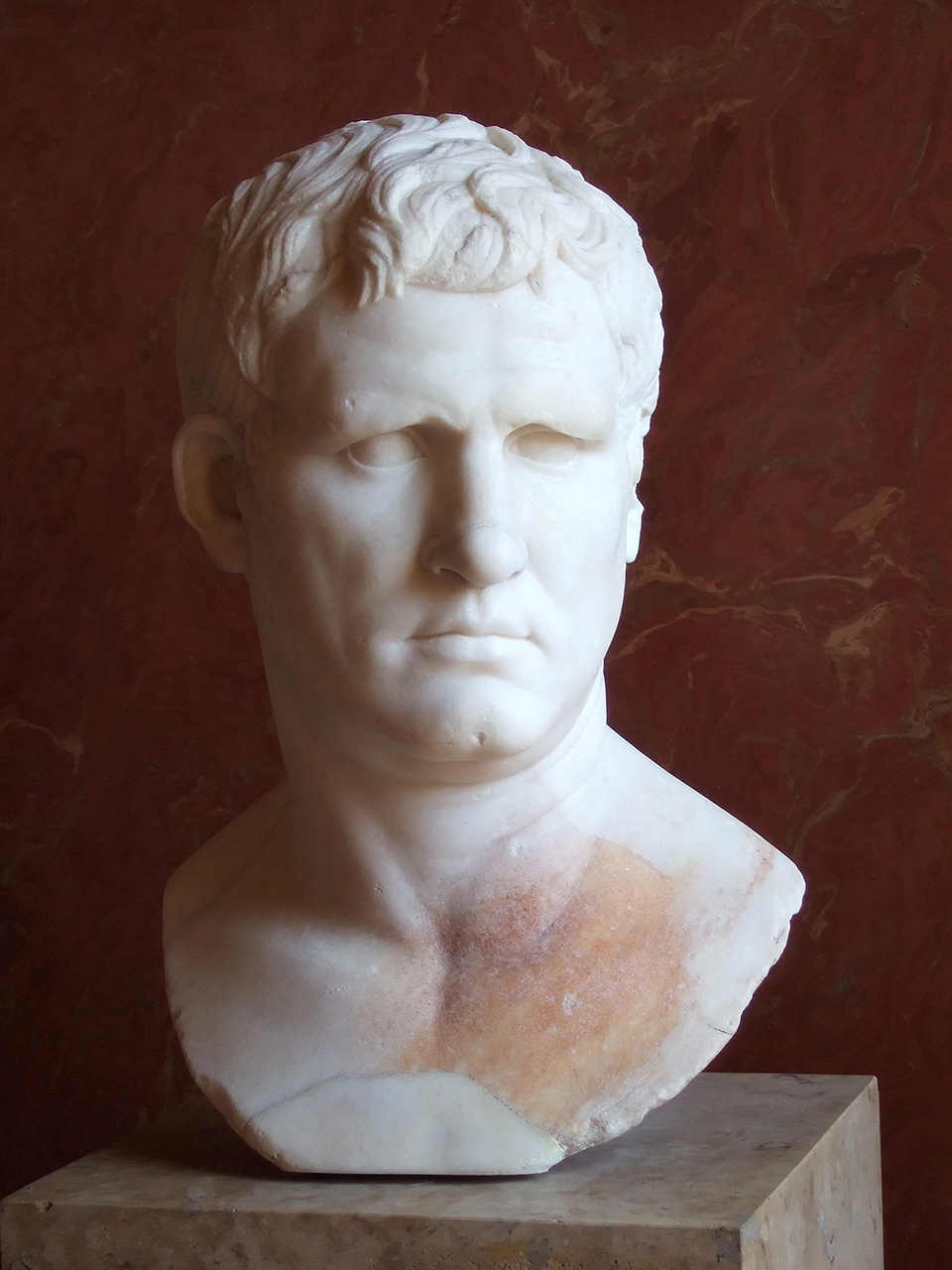
Borstbeeld van Agrippa, vermoedelijk gebaseerd op het verloren gegane bronzen beeld van het Pantheon (ca. 25-24 v.Chr., Louvre)
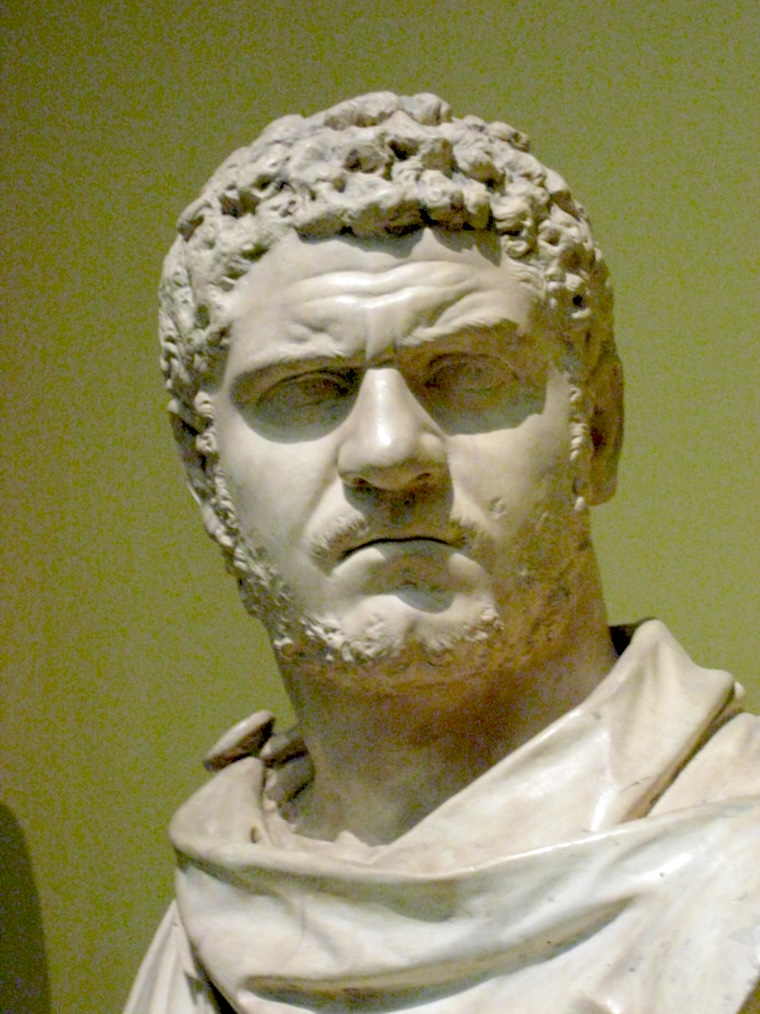
Caracalla
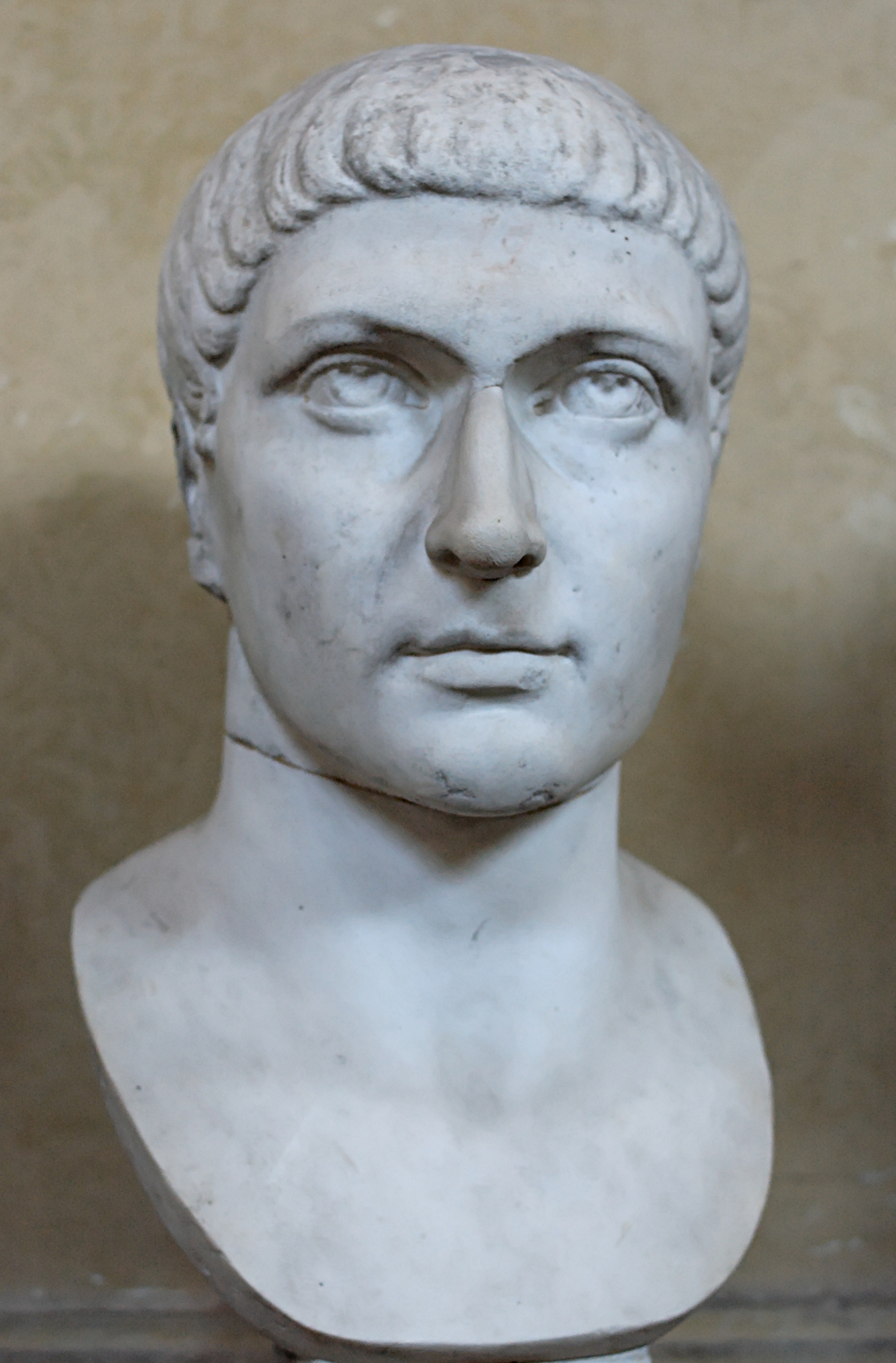
Constantijn de Grote
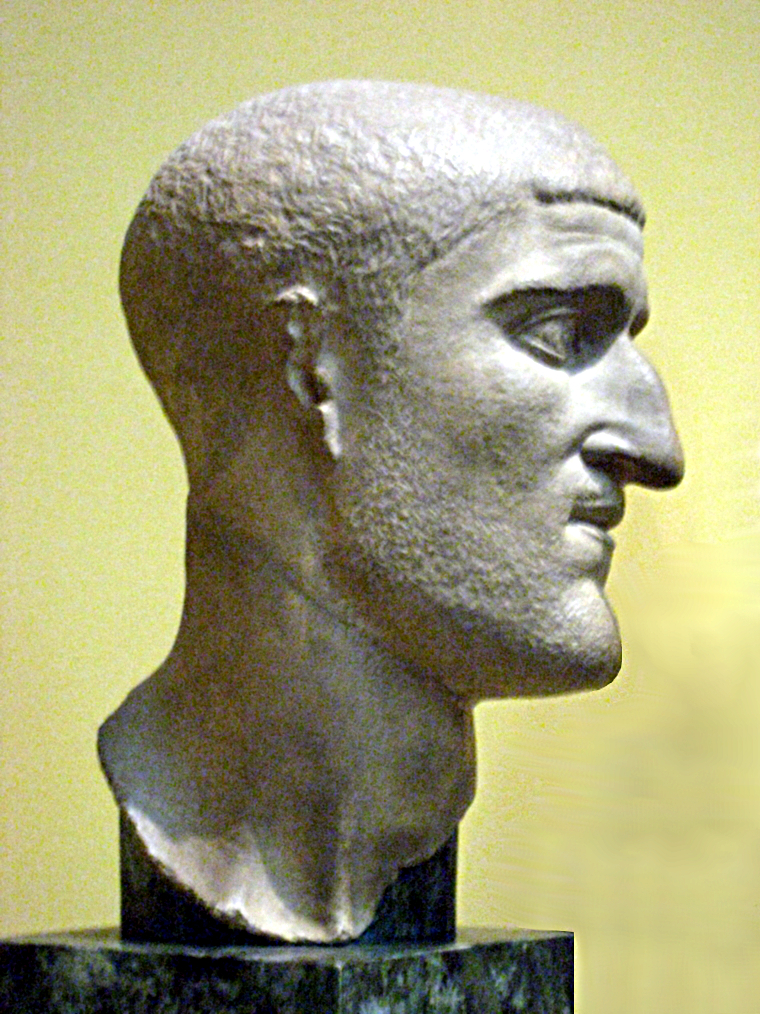
Constantius I Chlorius

Overigen

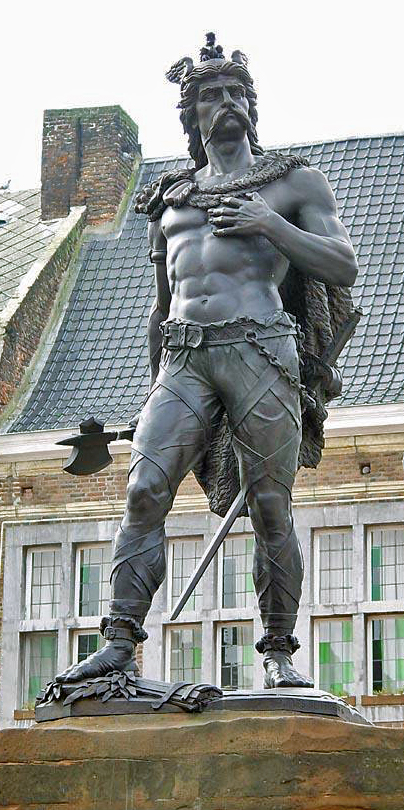
Standbeeld Ambiorix in Tongeren
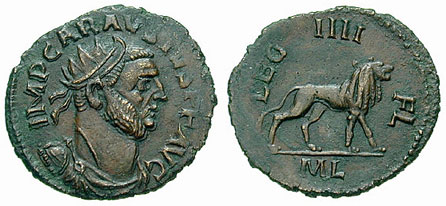
Munt met Carausius eind 3e eeuw

## Archeologische parken
- Archeosite van Aubechies-Beloeil met pre-Romeinse vondsten en reconstructies van een Gallo-Romeinse villa, een tempel (op basis van de opgravingen in Blicquy) en een necropolis (op basis van graven uit de musea van Aarlen, Trier en Straatsburg).
- Het archeologisch park Malagne in Rochefort met reconstructies van een opgegraven Romeinse villae.
- Het Archeologisch park de Rieten in Wijshagen met grafheuvels en een Romeins heiligdom.
- Het Archeologisch Park Xanten (Duits: Archäologischer Park Xanten) is een archeologisch park met gereconstrueerde gebouwen en originele resten van de Romeinse stad Colonia Ulpia Traiana, een Colonia aan de noordkant van het Duitse stadje Xanten. Het openluchtmuseum werd in 1977 geopend.
- Castellum Hoge Woerd is een eigentijdse reconstructie van een Romeins fort (castellum) in de Nederlandse gemeente Utrecht. Het huisvest onder meer het archeologisch museum Castellum Hoge Woerd, een theaterzaal, educatief centrum voor natuur- en milieueducatie. Topstuk is een vrijwel compleet rivierschip inclusief scheepsinventaris, gevonden bij De Meern.

## Musea met Gallo-Romeinse vondsten
- In  België

Gallo-Romeinse musea:
- - Koninklijke Musea voor Kunst en Geschiedenis, Brussel (voorheen Jubelparkmuseum)
  - Archeologisch Museum van Aarlen
  - Musée Archéologique, Charleroi
  - Musée Archéologique de Namur, Namen
  - Archéoforum, Luik
  - Musée Gallo-romain de Waudrez
  - Musée Royal de Mariemont, Mariemont
  - Museum van Bogaert-Wouters, Hamme (Oost-Vlaanderen)
  - Provinciaal Archeocentrum Velzeke, Velzeke-Ruddershove
  - Provinciaal Gallo-Romeins Museum, Tongeren
  - Gallo-Romeins Museum van Aat met de schepen van Pommeroeul

- - Regionaal Archeologisch Museum (RAM), Maaseik (Limburg)
  - Romeins Archeologisch Museum (RAM), Oudenburg (West-Vlaanderen)
  - Regionaal Archeologisch Museum a/d Schelde (RAMS), Waarmaarde (West-Vlaanderen)
  - Koninklijke Bibliotheek, Muntenkabinet, Brussel
  - Museum van Heemkring De Semse, Zemst
- In  Nederland
  - Rijksmuseum van Oudheden, Leiden
  - Museum Ceuclum in Cuijk
  - Centraal Noordbrabants Museum, 's Hertogenbosch
  - Museum het Valkhof, Nijmegen
  - Bonnefantenmuseum, Maastricht
  - Gemeentelijk Archeologisch Museum Aardenburg
- In  Luxemburg
  - Musée d'Histoire de la Ville de Luxembourg, Luxemburg
- In  Frankrijk
  - Forum Antique de Bavay